# BUTTERFLY (L'Arc〜en〜Cielのアルバム)
『BUTTERFLY』(バタフライ) は、日本のロックバンド、L'Arc〜en〜Cielの12作目のスタジオ・アルバム。2012年2月8日発売。発売元はKi/oon Records。

## 解説
前作『KISS』以来約4年3ヶ月ぶりとなる12作目のスタジオ・アルバム。
本作には、アルバムに先行して2011年に発表したシングル「GOOD LUCK MY WAY」「X X X」「CHASE」の表題曲や、2008年に発表した「DRINK IT DOWN」「NEXUS 4／SHINE」の表題曲、さらに2010年に発表した「BLESS」の表題曲を含めた11曲が収められている。なお、本作のマスタリングは、エディ・シュレイヤー（Oasis Mastering）が担当している。
本作に収録された11曲のうち7曲は、本作発表前にリリースされたシングル表題曲となっており、本作で初めてフィジカル化された楽曲は4曲のみとなっている。なお、本作で初音源化されたいわゆるアルバム曲は、過去のL'Arc〜en〜Cielのスタジオ・アルバムと比べ、最も少ない曲数になっている。このことについて、tetsuyaは「シングル7曲といっても、アルバムの制作に入った時点ではまだ「GOOD LUCK MY WAY」も出てなかったので、シングル4曲（「DRINK IT DOWN」「NEXUS 4」「SHINE」「BLESS」）という段階から作りはじめたという言い方が正しいですね。アルバムのレコーディングをしながらシングルがリリースされていった感じです」と本作発売当時のインタビューで語っている。
ちなみに、本作は前作『KISS』に続き、アジア圏を含め海外でもリリースされている。また、日本でのリリースから約3ヶ月後の2012年3月5日には、ヨーロッパにおいてアジア圏のアーティストのCD流通を行っているドイツのレコード会社、Gan-Shin Recordsから欧州盤がリリースされている。

### 背景
| 2009 | 『IN PHYSICAL』 (ken, Ken名義)                |
| 2009 | 『VAMPS』 (hyde, VAMPS名義)                   |
| 2010 | 『BEAST』 (hyde, VAMPS名義)                   |
| 2010 | 『13:day:dream』 (yukihiro, acid android名義) |
| 2010 | 『The Party』 (ken, Ken名義)                  |
| 2010 | 『code』 (yukihiro, acid android名義)         |
| 2011 | 『COME ON!』 (tetsuya, TETSUYA名義)           |

2008年4月から6月にかけて世界7都市で開催したライヴツアー「TOUR 2008 L'7 〜Trans ASIA via PARIS〜」が終了してから約2年の間、L'Arc〜en〜Cielはソロ名義もしくは別バンドでの活動（hyde→ VAMPS、ken→ Ken、tetsuya→ TETSUYA、yukihiro→ acid android）を主軸としていた。とはいえ、2010年1月に発売したシングル「BLESS」などの新譜の制作で、メンバー4人は定期的にL'Arc〜en〜Cielとして集まっていた。そして同年9月に再びバンドメンバーが集結し、結成20周年を記念したライヴ・ツアー（「20th L'Anniversary Starting Live "L'A HAPPY NEW YEAR!"」「20th L'Anniversary LIVE」「20th L'Anniversary TOUR」）を実施しながら、本作の制作が行われることになった。
本作は、各収録曲のレコーディング期間をトータルすると非常に長い時間をかけて制作されていることや、メンバーがアプローチしたかった音楽性にその時々で違いがあったことから、結果的にバラエティに富んだ密度の濃い作品として仕上げられている。tetsuyaは本作発売当時のインタビューで、本作に収録された音源のバリエーションについて「1曲1曲納得いくまで追求して作ったので、クオリティーの高いものになったとは思っていますけど、全部の曲を並べたときにどうなのかはまだ自分では客観的に判断できないところもあって。周りの評判はすごくいいみたいですけど、自分ではまだよくわからないというのが正直なところですね」と述べている。また、hydeは「L'Arc〜en〜Cielはそれぞれのやりたいことをやってる感じなんで、意志統一はある意味できないですから。その時の作曲者がその曲をプロデュースして、それがまとまったものがアルバムになるということなので」「20年間いろんな曲を作ってきてるからこそ、これだけ違う曲が揃っても、ああ、これはL'Arc〜en〜Cielだよねって、バンドの匂いを感じてもらえるんじゃないかな。これがもし1stアルバムだったら"曲がバラバラ過ぎない？"ってなると思う。普通なら、こんな振り幅のあるアルバム、イカれてるとしか思わないよ（笑）」と語っている。
なお、このアルバムは結成20周年となる2011年5月30日から2012年5月30日の間にリリースされたメモリアルな作品となっている。ただ、hydeは本作の制作姿勢について「応援してくれた人たちへのありがとうという気持ちはありますけど、むしろこれから先のL'Arc〜en〜Cielを見せていけたらということを思っていたね」「（20周年を迎えた）今というか、今後が見える、かな。作詞もわりとそっちを重んじてましたね。みんな"20周年、20周年"って言うけど、本人的にはそんなに思ってないし（笑）、ここまできたからには次も見えてるしっていう気持ちでいるから」と述べている。

### 録音作業と音楽性
『BUTTERFLY』の録音作業は、2010年9月頃から始まり、バンドの結成20周年を記念し開催したライヴ「20th L'Anniversary Starting Live "L'A HAPPY NEW YEAR!"」およびツアー「20th L'Anniversary TOUR」を挟みながら、2011年12月頃まで行われている。この期間中に制作された楽曲から、「GOOD LUCK MY WAY」「X X X」「CHASE」の3曲が先行シングルの表題曲としてリリースされている。そして、2008年4月に発表した「DRINK IT DOWN」や、長らくアルバム未収録であった「NEXUS 4」「SHINE」「BLESS」を収め、アルバムが完成している。余談だが、2011年12月26日にはメンバー4人の立会いのもと、本作のマスタリング音源最終チェックが行われている。この最終チェックの様子は、シングル「CHASE」の購入者を対象に、動画共有サービス、Ustreamで生配信されており、このタイミングでアルバムに収録される楽曲のタイトル・曲順・フルサイズが初公開された。
本作のレコーディングは、これまでのL'Arc〜en〜Cielでのアルバム制作と比較し、1曲ごとの作業間隔を大きく空け、長期間にわたり行われている。本作の制作を振り返り、yukihiroは「のんびりやらせてもらえたので、考える時間もいっぱいあって。じっくり作れましたね」「1曲録ったらちょっと時間空いて、次の曲をまた録ってみたいなのは初めてだったんで、新鮮な感じで毎回曲に挑めてたって感じですね」と述懐している。また、kenは「録った期間も長かったし、このタームで作曲したものは何も考えずに録ったけど、すごく"ラルク アン シエルを感じるアルバム"になったなと感じました」「4年の間にレコーディングの自分の機材とかもどんどん変わっていってるし、音のトータル的なところで"どうなんだろう?"って不安もあったんですけど。並べてみるとそれが逆によかったり、いろんな面が出せたり、落ち着いて、こう、いろんな曲の幅を出せていけたなぁという気がしますね」と語っている。さらに、hydeは「今回はレコーディング自体にちょっと余裕があったので、いい歌詞ができるまで、歌入れを延期したりすることもあった」と述べており、歌詞を練ることに多くの時間を充てられたと制作を振り返っている。なお、本作の制作では、2005年発表の『AWAKE』以来2作ぶりに、岡野ハジメ（ex.PINK）がアルバム全体のプロデュースに復帰している。
本作の音楽性としては、全11曲のうちシングル表題曲が7曲を占めていることもあってか、全体的に華美なアレンジが施されており、様々なロック／ポップスとシンフォニック・メタルを組み合わせたような楽曲が多く収録されている。また、本作にはシンセサイザーを多用したダンサンブルなヘヴィロックテイストの楽曲や、R&Bとメタルの融合を模索した楽曲、フレンチポップにグラムロックのテイストを入れ込んだ楽曲、ポストロックを意識したリズムアプローチを採り入れた楽曲など多彩な楽曲が収録されており、様々なジャンルを横断したアルバムに仕上げられている。そのため、hydeは本作を「コンピレーションアルバムみたい。1曲1曲、ほんとバラバラ」と表現している。また、様々な音楽性を内包したアルバムに仕上がったことについて、tetsuyaは「元々がそういうバンドですし、昔からいろんなタイプの曲をやってるんで、自然にこういう形になるんじゃないですか。L'Arc〜en〜Cielはメンバー全員が作曲するので、それが強みになっているところはあるだろうし、それで自然にいろんな曲が出てくるだろうし」「ジャンルがどうかとかではなくて、自分たちがカッコいいと思えることなら、なんでもやろうということですよね。たぶん、ほかのメンバーも括りというか縛りがなくなってきてるんじゃないかと思います」と述べている。さらに、kenは「バンドが続いて、それぞれにやりたいことが出てくるのは当然だろうし。機材が発達して、曲作りのやりかたも変わるし。それを取り入れたり取り入れたくなかったり、変わりたかったり変わりたくなかったり、4人ともそれぞれ違うのは当然で。でもそれは、続けるから出てくることだろうし、出るから続くんだろうし。それが上手いことなってるのかな、と思う」と語っている。そしてkenは、本作に収録された楽曲の持つサウンドの多彩さについて「最初に出したシングルが3年前で、だいぶ時間を隔てているから、改めて振り返ったのがアルバムの曲順を決める時だったんだけど、その時に聴いて、ああいろいろやってるな、って。機材を変えて音色を変えることも当然あるけど、1つのセッティングでいろんな音色とかニュアンスを演奏したい気持ちも出てる。そういうことにいろいろトライしたアルバムになったと思います。ギタリストとしては」と述べている。なお、hydeは、4人全員がメインコンポーザーとして制作に関与する特殊なバンド形態を採っていることについて、「L'Arc〜en〜Cielは、楽しい以上のことを追求してる。エンジョイしてOKじゃなくて、もっと音楽的にレベルの高いところを挑戦しないと、やる意味がないってところにきてるバンドだと思うんです」「L'Arc〜en〜Cielはロックバンドというより、音楽集団。音楽を作るアーティストの集まりだと思ってる。それぞれが音楽として楽しめるかが重要であって、それがロックかどうかっていうのは全然違う。ロックの楽しいところも、ポップスの気持ちいいところも持ってる。すごくいいとこどりですよ」と、この当時に述べている。
また、kenはこれまでのアルバム制作との作曲姿勢の違いについて「それ（アルバム制作）以前からもなんとなく曲は作ってたんだけど、難解な曲が多かったんですよ。音という表現は、音でしかないっていうか。例えば「As if in a dream」（1993年のアルバム『DUNE』収録）っていう曲では高速道路を走ってるときの夜景だったり、そのときの気分を込めながら作曲していた記憶があって。でも、今回の作曲期間はそうじゃなくて、音は音でしかないっていう感じだったんです。風景とか、悲しいとか盛り上がるとか、そういうものがあってから音を出すんじゃなくて、なんだかわからないけど、音を聴いた瞬間に"いいなあ"って思う。そういうことができたらいいなって。（中略）それを経て、"さて、L'Arc〜en〜Ciel用に書かなくちゃな"っていう段階に入ったんですよね。その（"音は音でしかない"という）匂いがありつつも、L'Arc〜en〜Cielのために曲を書くというか」「自分が今回書いた曲の中で―― 「wild flower」と「未来世界」は、頭の中に浮かんでくるイメージをあえてなくそうと思ったんだよね。言葉とか風景に引っ張られないで曲を作りたかったから。今までだったら、この曲は悲しい空気をまとったままがいいなとか、これは海の中を大きな船がゆっくり進む感じだなとか、イメージがすでにあって、それを形にしていくけど、それをなくして曲が作りたいなって」と語っている。こういった志向に至った経緯について、kenは「バンドを20年近くやってきて、いろんな手法を知っているから、それが出ないようにしたいというか、新鮮さが欲しいんですよ。経験が関係ない、最初の感覚に近いところでやりたいなって。今回は、よりそっちに振り切れて曲を書いた感じがする」と述べている。また、kenは「＜音は音でしかない＞って僕が思ってるのは事実なんですけど、hydeの歌詞が乗ったとき、そこには何かがあるんですよね」と語っている。余談だが、kenは2010年8月にソロ名義でミニアルバム『The Party』を発表しているが、この作品のリリースタイミングに受けた音楽誌のインタビューでも、この頃に"難解な曲"あるいは"不可解な曲"を作ることに傾倒していたと述べている。ただ、こういった曲はあくまで自分が楽しむために作っていたようで、kenはそれらを世にリリースするつもりはないことを同インタビューで示唆している。
さらに本作では、各メンバーが担当する楽器のアプローチに、明確な方向性あるいはこれまでとの変化が見受けられる。今回のレコーディングでのギターアプローチについて、kenは「ギターには2つの弾き方があると思って。（中略）曲を生みだす弾き方と、ニュアンスを生みだす弾き方の2つ。今回のアルバムは後者をもっとやった感じ」「昔は、打ち込みの音楽はあったとしても、バンドサウンドまで多くはエディットしたりはしてなかった。でも今はそれが多いじゃないですか。だからそういう、ニュアンスの強いギターを聴ける機会が少なくなってる気がして。昔はちょっと掠れたような音が出たら、カッコ良いもカッコ悪いもそのままにしておかなきゃいけなかったのが、今はもし掠れてたら、ここだけエディットして直そう、って話になっちゃう。だから音程やリズムに個性が出せない。出せるんだけど、あまり聴こえてこない。1つの音程を出すにも、何パターンも出す方法があって、そのどれを選ぶかによってプレイヤーの個性が出るのが僕は楽しいかな。（中略）2、3年後にまた言ってることや、その時のやりたいことは変わってくと思うけど、今はそういう気分かな」と本作発売当時のインタビューで語っている。また、kenは音に色がついているような、拍の間で気持ち良さを感じるプレイを求めていたといい、「Pro Toolsで、音が目で見えるようになっちゃってるけど、方眼紙で線を引くのか、自由に絵を描くのかっていったら、まだ俺は自由に絵を描いてたいなと思ってるんで、そうするとそういう部分が出てくるのかなと思ってる」と述べている。ちなみにkenは、2010年にギター&ベースメーカーのフェンダー社とエンドースメント契約を結んでおり、同年9月からのレコーディングでは、同社から発表した自身の第一弾となるシグネイチャーモデルギター「Fender CustomShop Stratocaster Galaxy Red」をメインで使用している。また、yukihiroは2010年9月からのレコーディングで、ドラムスティックの持ち方を変え、スティック自体も一新し、制作に臨んでいる。さらにフォームを変えた後、Pearl MRXとMRPの混合したドラムセットを導入している。そして2011年後半には、長年愛用していたペダルも替えている。そのため本作には、フォームを変える前に録った曲、「wild flower」「GOOD LUCK MY WAY」といった2011年上旬にレコーディングされた曲、そして混合セットでプレイされた「X X X」「未来世界」「CHASE」などの曲、という3つのドラムサウンドが収められることになった。今回グリップを見直した経緯について、yukihiroは「せっかくこういう活動のサイクルをいただいているなら、あらためて自分のドラミングを見直してみようと思ったんです。それでまず、ずっと疑問に感じていたグリップから手をつけて」「（ドラミングの変化としては）まず叩き方が変わりましたね。手首の使い方が変わって、ストロークも変わってきたなと思います。出音も太くなったように思いますし、音量も前より出ているかもしれないです」と語っている。また、yukihiro曰く、新しいグリップを固めていくうえで石川直やマイク・ポートノイのドラミングを一部参考にしたという。yukihiroは音楽誌『リズム&ドラム・マガジン』のインタビューにおいて、今回あらためて自身のドラミングと向かい合ったことについて「マヌ・カチェも独特ですけど、（同誌2012年3月号の）表紙のドラマー（ブライアン・ブレイド）もすごいですよね。こういう写真を見ても思うんですけど、フォームもセッティングも人それぞれで正解がないじゃないですか？実際にやってみないとわからないことも多くて。今回、グリップを変えただけですけど、それによって筋肉の使い方を考えるようになって、スネアの位置を試して。それで位置が決まったら、今度はキックの位置も変わってきて、ラックを組んでいるので、セッティング全体が変わって…本当に試行錯誤しています」と述べている。さらにtetsuyaは、本作の制作で多彩な楽曲が集まったことを受け、ベース録りで様々なアプローチを試みている。tetsuyaは、本作発売当時に受けたインタビューの中で「いろんなタイプの曲があるんで、そのタイプに合う音色を選んでいます」と語っている。なお、今回tetsuyaは前作『KISS』でもメインで使用した5弦ベースの「ZON LEGACY ELITE 519」の他、ディングウォールの5弦ベースや、ウォルのフレットレスベース、アリアのエレクトリック・アップライト・ベースをレコーディングで弾いている。
また、本作ではhydeのボーカルにも変化が見られるようになっている。本作のボーカルワークについて、hydeは「自分を追い込んだのはちょっと初めてかもしれない。歌にしても、綺麗に歌ったらOKじゃなくて、喉が開いてるかどうかでもう一回歌い直したりとかしてるんで、音質にもこだわったというかね。自分のプレイ、ボーカリストとしてもちょっとこだわってる部分はあったんで、そういったところは進化かなとは思いますね」「なんかちょっと歌うことが好きになったところはありますね。レコーディングならではの上手に歌おうっていうところより、もうちょっと上の雰囲気で歌えるようになってきたのかなって。（中略）表現力は自分の特徴でもあると思うんで、そこはもう振り切って、すごいウィスパーからシャウトまで、1曲の中で使うようにしています。その意味では表現の幅は今まででいちばんあるかもしれない」と本作発売当時のインタビューで語っている。
本作に収録された楽曲にのせられた歌詞は、バラエティに富んだ楽曲が集まったこともあってか、様々なテーマで綴られている。また、2011年にバンドが結成20周年を迎えたことを踏まえ、過去を懐かしむのでなく、バンドの今後あるいは未来に向けた想いを綴った楽曲が本作に収められている。hydeは今回の作詞作業を振り返り、本作発売当時のインタビューで「作曲ではもう10年ぐらい前に自分の中の"ポップ"のラインは完成されてたけど、歌詞についてはそういうものがたぶんなかったと思うんですよね。いや、なんとなくはあったかもしれないけど、グッと来るものが出てくるのは運でしかないと思ってた。（中略）でも今回は自分の中でグッと来るまで考えたというか…だから今回は珍しく歌入れのスケジュールを後ろに動かしてもらったりしたんですよ。そういうことってあんまりないんですけどね、僕。今までは大体、言われた日までに仕上げて歌ってたんですけど。でも今回は気に入るまで詞を書きたかった。そう思えるラインができた気がして」と述懐している。また、hydeは同インタビューで「やっぱりいい詞が書けたときは歌ってても気持ちいいんですよ。だからなるべく自分の中で納得できない状態をなくしていきたいというか。今までも別に納得してなかったわけじゃないけど、こうしてラインができた以上はそこをクリアして、常に"ああ、この詞いいな"って思いながら歌える状態にしたいなというのはあります」と述べている。

### アルバムタイトル
アルバムタイトルは従来通り、収録曲の作詞を一番多く手掛けたhydeが名付けている。アルバムタイトルを決めるにあたり、hydeは「今回は特に収録曲がバラエティに富んでるから、それをひとつにまとめるタイトルっていうのが難しかった。しかもなんとなく1ワードっていうのは崩したくないなと思ってたから。で、いくつか考えたうちの最後に出したのが『BUTTERFLY』」と本作発売当時のインタビューで語っている。なお、tetsuya曰く、hydeが考えたアルバムタイトル案をいくつか却下したといい、タイトルの正式決定に至るまで時間がかかったと述べている。
最終的に『蝶』を意味する『BUTTERFLY』がアルバムタイトルに決定しているが、その経緯についてhydeは「「X X X」の歌詞にもあるけど"羽化した"っていう意味で。前向きでありながら、僕が表現したかった大人のセクシーな部分も蝶って持ってると思うし、一方でかわいらしい子供な部分もあるし、すごくこのアルバムの世界観に似合った言葉」「収録曲の歌詞の中に＜羽化して蝶になったら＞という言葉もあるし、"進化する"という意味でタイトルに選んだ」と語っている。
なお、tetsuyaは、hydeから『BUTTERFLY』というタイトル案を聞いたときを振り返り「次のステップとか可能性が、まだ全然あるバンドだなと感じていて。そういう意味でもhydeが持ってきた『BUTTERFLY』というアイディアは、すごくいいなと思って」と述べている。また、kenはタイトルの印象について「最初パッと聞いて、曲を思い出しながら、その、蝶々が飛んでるのを想像したんですね。そしたらその、綺麗な蝶々だったり、楽し気に飛ぶ蝶々だったり、いろんな蝶々だったけど、蝶々が凄く全部の曲に合うなと思ったんで、すごくいいタイトルだなあって思いました」と語っている。

### アートワークなど
ジャケットのアートワークは、アートディレクターの梅田将明（ANSWR）の他、3人のデザイナーらにより制作されている。また、本作の完全生産限定盤に付属している、バンド結成20周年記念特別番組『ベストヒットLEC』を収めたDVDのデザインは、元ネタとなった音楽番組『ベストヒットUSA』のロゴをオマージュしたものになっている。
本作のリリースプロモーションとして、アルバムタイトルと同名の木村カエラの楽曲「Butterfly」を使用したテレビCMが本作発売週に放映された。映像は、木村カエラの楽曲「Butterfly」のミュージック・ビデオが流れる中、最後にL'Arc〜en〜Cielのアルバム発売の告知が挿入されるというもので、音声にL'Arc〜en〜Cielの楽曲が一切登場しない内容となっている。このコラボレーションはL'Arc〜en〜Ciel側からのオファーによって実現しており、テレビCMは3パターン制作されている。アルバム発売のプロモーションであるにもかかわらず、アルバムに収録されている音源を流さない奇抜なコラボCMとなったことについて、tetsuyaは「"BUTTERFLY"つながりということで、アーティストのCMに別のアーティストが出るという前代未聞のCMですが、木村カエラさんがそのユーモアを理解して楽しんでくれたからこそ実現できたCMです。とても感謝しています」と述べている。また、オファーを快諾した木村カエラは「私の「Butterfly」は収録されていませんけれども、こんな型破りな企画にお声をかけて頂いて、ノリノリな気分になりました。かっこいいことも、面白いこともできるL'Arc〜en〜Cielの皆さま、本当に尊敬します。こちらこそ、誘って頂きどうもありがとうございました。是非、みなさん『BUTTERFLY』聞いてください」とコメントを寄せている。
また、本作発売に伴い、2012年2月11日にMUSIC ON! TVで『M-ON! MONTHLY ICON L'Arc〜en〜Ciel』が放送されている。この番組では、音楽業界誌『ビルボード』の元アジア支局長のスティーヴ・マクルーアによるメンバー4人へのインタビューの他、マット・ソーラム（ex.ザ・カルト、ex.ガンズ・アンド・ローゼズ）や、スティーヴン・パーシー（ラット）、マイク・プライド（フロム・バクテリア・トゥ・ボーイズ）、G.E.スティンソン（ex.シャドウファクス）、ハリウッドのパブリストであるチェイス・ワン、ラジオパーソナリティーのロドニー・ビンゲンハイマーなどに取材した映像が放映されている。また、同日にはNHK総合で特別番組『L'Arc〜en〜Ciel 20年の軌跡』が放送され、アルバムレコーディングの様子の一部が流されている。そして、音楽ニュースメディアの音楽ナタリーは、アルバム発売に伴い、百々和宏（MO'SOME TONEBENDER）や綾小路翔（氣志團）、ピエール中野（凛として時雨）、Shun（TOTALFAT）、坂倉心悟（NICO Touches the Walls）、岡本伸明（the telephones）といったミュージシャンの他、さまざまなジャンルの著名人がL'Arc〜en〜Cielに寄せたコメントを記事として掲載している。

### ライヴツアー

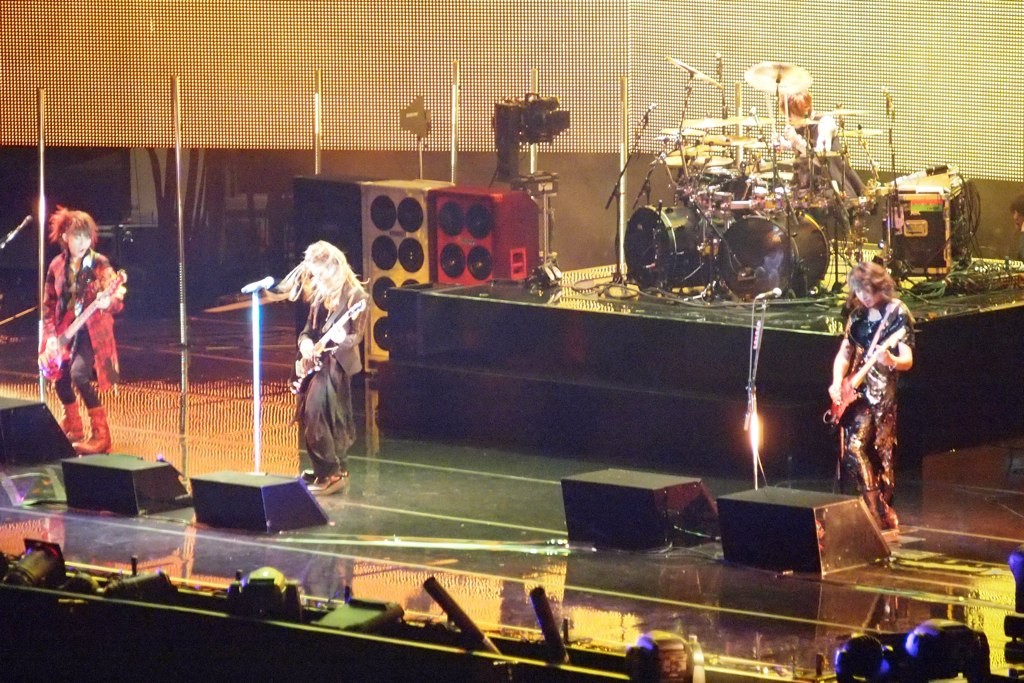
日本人ミュージシャンとして初の単独公演となったマディソン・スクエア・ガーデンでのライヴの模様

L'Arc〜en〜Cielは本作発売の後、2012年2月22日・23日に横浜アリーナで、公式ファンクラブ会員のみを対象とした「LE-CIEL会員限定ライヴ」を開催。そして2012年3月3日から同年5月5日にかけてライヴツアー「WORLD TOUR 2012」を日本国外10都市で開催している。
このワールドツアーでは、本作に収録されたシングル表題曲、そして公演会場で販売された海外版ベストアルバム『WORLD'S BEST SELECTION』の収録曲を披露している。なお、このツアーは2008年に開催したライヴツアー「TOUR 2008 L'7 〜Trans ASIA via PARIS〜」以来約3年9ヶ月ぶりとなる海外公演を含むツアーとなっている。また、前回のツアーは東アジアを中心としたツアーであったが、このツアーでは東南アジアに加え、ニューヨーク（アメリカ）、ロンドン（イギリス）でも開催されている。
なお、同年3月25日に行ったニューヨーク公演はマディソン・スクエア・ガーデンで開催されており、このライヴは日本人ミュージシャンとして初の同所での単独公演となった。ちなみにこの公演の模様は、日本全国29ヶ所の映画館において、2012年3月26日午前9時から生中継でライヴビューイングされている。余談だが、tetsuyaはニューヨーク公演を含め、このワールドツアーで"有名"と刺繍された上着を着用している。これは、マディソン・スクエア・ガーデンに初めて立った日本人アーティストであるLOUDNESSのボーカリスト、二井原実が着ていたシャツのデザインをオマージュしたもので、tetsuya曰く、リスペクトの想いを込めて着用したという。
また、同年5月2日に行ったジャカルタ公演は、チケットを手に出来なかった人々も会場周辺に殺到する熱狂ぶりで、最終的には会場内外合わせて1万7000人が集結し、このワールドツアーで最多動員のライヴとなった。
ちなみにこのツアーの模様は、2012年7月21日にNHK BSプレミアムで放送された音楽番組『音楽熱帯夜 "L'Arc〜en〜Ciel Live at Madison Square Garden WORLD TOUR 2012"』にてニューヨーク公演前日のインタビューと共に一部放映されている。この番組ではニューヨーク公演から「いばらの涙」「CHASE -English version-」「GOOD LUCK MY WAY」「HONEY」「DRINK IT DOWN」「READY STEADY GO」「あなた」「Blurry Eyes」「虹」の計9曲のライヴ映像が放送されている。さらに、この番組ではニューヨーク公演以外のライヴの模様も放送されており、ロンドン公演からは「X X X -English version-」「forbidden lover」「STAY AWAY」の3曲が、ジャカルタ公演からは「MY HEART DRAWS A DREAM」「SEVENTH HEAVEN」の2曲が放映されている。そして、ツアー終了から約9年後の2021年に、同年に開局30周年を迎えたテレビ局、WOWOWとバンドのコラボレーション企画「WOWOW×L'Arc〜en〜Ciel 30th L'Anniversary Special Collaboration」の一環で、このツアーの模様が放送されている。なお、2021年3月28日にジャカルタ公演、2021年12月21日にニューヨーク公演の模様が同企画で流されている。余談だが、ジャカルタ公演の放映日には、hydeがソロ名義で開設したニコニコチャンネル『HYDE CHANNEL』において同時視聴企画を行っている。
なお、上記ツアーの合間の2012年4月20日に、LIQUIDROOMで約7年ぶりとなるライヴハウス公演「一夜限りのL'Arc〜en〜Ciel Premium Night」を開催している。このライヴは、バンドが所属するレーベル、Ki/oon Music（ソニー・ミュージックエンタテインメントの社内レーベル）の設立20周年を記念し、同会場にて20公演連続で行われたイベント「キューン20 イヤーズ&デイズ」の一環として開催されている。また、このライヴハウス公演は、本作購入者を対象に開催されたものであり、「SHINE」「BLESS」「Bye Bye」以外の本作収録曲が演奏されている。なお、このライヴでは「X X X」と「CHASE」の2曲が、全英語詞バージョンの「X X X -English version-」「CHASE -English version-」で披露されている。ちなみに前述のワールドツアーにおいても、この2曲は基本的に全英語詞バージョンで演奏されている。
さらに上記ツアーを終えた後、L'Arc〜en〜Cielは2012年5月12日から同年5月27日にかけてライヴツアー「20th L'Anniversary WORLD TOUR 2012 THE FINAL」を日本国内3都市で開催している。このツアーでは、日産スタジアム、ユニバーサル・スタジオ・ジャパン野外特設ステージ、国立競技場（通称：旧国立競技場）の3つの野外会場をまわっており、L'Arc〜en〜Cielとしては1999年に開催したライヴツアー「1999 GRAND CROSS TOUR」以来の野外公演だけで組んだツアーになった。ちなみに、同年5月26日・27日に実施した国立競技場での最終公演は、ミュージシャンとしては史上4組目、ロックバンドでは初の同所での公演となっている。また、このツアーで行った横浜・大阪公演のセットリストには、「WORLD TOUR 2012」で披露されていなかった「Bye Bye」「shade of season」「wild flower」「未来世界」といった、本作で初音源化されたいわゆるアルバム曲が組み込まれている。なお、ユニバーサル・スタジオ・ジャパン野外特設ステージ公演の模様は、ツアー終了から約9年後の2021年5月23日に、同年に開局30周年を迎えたテレビ局、WOWOWとバンドのコラボレーション企画「WOWOW×L'Arc〜en〜Ciel 30th L'Anniversary Special Collaboration」の一環で、WOWOWにてダイジェスト放送されている。
2012年5月31日には、バンド結成20周年プロジェクトの締めくくりとして、ハワイ・ホノルルで単発ライヴ「20th L'Anniversary Year Live in Hawaii」が開催されている。この公演の模様は、約9年後の2021年4月25日に、同年に開局30周年を迎えたテレビ局、WOWOWとバンドのコラボレーション企画「WOWOW×L'Arc〜en〜Ciel 30th L'Anniversary Special Collaboration」の一環として、WOWOWでダイジェスト放送されている。ちなみにハワイ公演翌日の2012年6月1日には、久々のファンクラブイベント「LE-CIEL Presents ハワイ アン シエル Special Live」が行われている。
なお、上記の一連のライヴツアーを終えた後、L'Arc〜en〜Cielの活動ペースは停滞していくこととなる。ハワイ公演を終えてからの活動は、2017年に行ったバンド結成25周年ライヴ「25th L'Anniversary LIVE」までの約5年間で、スタジオ・アルバムのリリースゼロ、リリースシングルは3作のみ、そしてライヴツアー0本、単発ライヴ3回（計6公演）、ライヴイベント出演1回と、過去の新譜発表間隔・ライヴ開催頻度と比較しても極端に長く、少なくなっている。L'Arc〜en〜Cielの活動が鈍化した背景について各メンバーが言及することが少ないため、真偽は不明だが、バンドの所属事務所の代表を務める大石征裕は「（ワールドツアーを）やり終えた後に、メンバーや私も含めて全員から出た言葉は"疲れた"だった。心身ともに疲れ、辛かったというのが全員の感想で、4人のなかの価値観の違いとか、夢を掲げているだけでは無理があるのでないかということも感じた」「関係スタッフが二人、不慮の事故で立て続けに亡くなっていることも、我々の心に大きく影を落としていた」と2020年に発表した自身の著書で綴っており、メンバー間でバンド活動の方向性に違いが生まれたことを示唆している。そして、L'Arc〜en〜Cielは2017年の結成25周年ライヴを終えた後、ライヴの企画・制作を所属事務所のMAVERICKから、世界最大のコンサートプロモーターであるライヴ・ネイションに移し、新たなライヴ制作体制のもとで再び活動を進めていくことになる。

### リリース形態
フィジカルは、完全生産限定盤（2CD+DVD）と通常盤（CD）の2形態で発売されており、完全生産限定盤には、パートチェンジバンドP'UNK〜EN〜CIELのアルバム『P'UNK IS NOT DEAD』と、バンド結成20周年記念特別番組『ベストヒットLEC』を収めたDVDが収録されている。また、完全生産限定盤と通常盤（初回限定仕様）には、L'Arc〜en〜Cielとして約7年ぶりとなるライヴハウス公演「一夜限りのL'Arc〜en〜Ciel Premium Night」の無料招待抽選IDが記載されたトレーディングカードが封入されている。
また、フィジカル発売に合わせ、レコチョクなどの各種音楽配信サイトにてダウンロード配信されている。なお、収録曲「wild flower」に関しては、フィジカル発売の1週間前に先行配信が実施されている。ちなみに、iTunes Storeでの配信は、アメリカ、カナダ、オーストラリアなどの海外の一部地域限定での配信となり、日本国内でのリリースはされていなかった。ただ、2012年11月7日にソニー・ミュージックエンタテインメントがiTunes Storeに参入したことに伴い、日本においても配信が開始され、ほぼ全ての音楽配信サイトにてダウンロード販売が解禁された。
2014年10月22日には、本作を含めたアルバム全12タイトルのハイレゾリューションオーディオ音源が各種音楽サイトで配信された。このハイレゾバージョンでは、内田孝弘（FLAIR）によるリマスタリングが行われている。また、2019年12月11日には、Spotify、Apple Musicをはじめとした各種サブスクリプションサービス（定額制音楽配信）にて、この日までに発表したL'Arc〜en〜Cielの全楽曲のストリーミング配信を全世界で一斉解禁している。
2022年5月18日には、本作を含めた過去に発表したアルバム作品を、メンバー監修の下でオリジナルマスターテープを使いリマスタリングしたボックス・セット『L'Album Complete Box -Remastered Edition-』が発表されている。この作品に収録されたリマスタリングアルバム『BUTTERFLY（Remastered 2022）』では、ランディ・メリル（Sterling Sound）によるリマスタリングが行われている。ちなみにこのリマスタリングアルバムは、フィジカル発売と同日にダウンロード配信（ハイレゾリューションオーディオ音源含む）およびストリーミング配信が開始されている。
| リリース       | タイトル                    | 規格                                                                              | マスタリング・エンジニア                 | 備考 |
| -------------- | --------------------------- | --------------------------------------------------------------------------------- | ---------------------------------------- | --- |
| 2012年2月8日   | BUTTERFLY                   | - 2CD（＋DVD） - CD - ダウンロード配信                                            | エディ・シュレイヤー （Oasis Mastering） | - 初回盤には『BUTTERFLY』の音源を収めたCDの他、パートチェンジバンド、P'UNK〜EN〜CIELのアルバム『P'UNK IS NOT DEAD』を収録したCDと、バンド結成20周年記念特別番組『ベストヒットLEC』を収めたDVDを収録 - 日本の他、アジア各国でもCDを販売 - 2012年3月5日には、Gan-Shin Recordsから欧州盤がリリースされている。 - 2012年2月1日に各種音楽配信サイトで「wild flower」の先行配信を開始。また、シングル表題曲として発表された「DRINK IT DOWN」「NEXUS 4」「SHINE」「BLESS」「GOOD LUCK MY WAY」「X X X」「CHASE」は過去に配信開始済（いずれもシングルバージョンを配信済） |
| 2014年10月22日 | BUTTERFLY                   | - ハイレゾリューションオーディオ配信                                              | 内田孝弘（FLAIR）                        | - |
| 2019年12月11日 | BUTTERFLY                   | - ストリーミング配信                                                              | エディ・シュレイヤー （Oasis Mastering） | - |
| 2022年5月18日  | BUTTERFLY (Remastered 2022) | - CD - ダウンロード配信 - ハイレゾリューションオーディオ配信 - ストリーミング配信 | ランディ・メリル （Sterling Sound）      | フィジカルはボックス・セット『L'Album Complete Box -Remastered Edition-』に収録 |

## 評価

### 批評
- 音楽評論家の小貫信昭は『WHAT's IN?』のレビューにて、「木と紙で出来た家を伝統とする国に生まれた彼ら4人の音楽は、石で出来た家を伝統とするヨーロッパの人達をも熱狂させるという。でもhydeの感情表現の豊かさと、彼らという存在自体が孕む寓話性、さらに繊細かつ大胆な演奏を聴いていると、それも当然という気がする[39]」とバンドについて分析している。また、本作に収録された楽曲について、小貫は「”CHASE”はこちらの予測と違う筋書きが既成概念を拭い去る役目となりオープニングに最適。彼ら独自の疾走感をもたらすリズムアレンジの”GOOD LUCK MY WAY”もいい。＜あはれ＞とデカダンが融合したかのような”shade of season”は美し過ぎる。そして”NEXUS 4”、”未来世界”では未来を見据え、最良の余韻を残す[39]」と評している。- ソニー・マガジンズ『WHAT's IN?』（2012年2月号）
- 元シャドウファクスのギタリスト、G.E.スティンソンは日本で公開された特別番組『M-ON! MONTHLY ICON L'Arc〜en〜Ciel』にて、「気に入ったのはバンドらしいサウンドだった点です。興味深い点はいろいろな種類の音楽を取り入れてる事なんですよ。それぞれが異なる要素を持ち寄って来ても、演奏するとまとまったバンドサウンドになっている。最高ですよ[24]」「L'Arc〜en〜Cielで特に気に入ったのはエッジが効いているところです。ギタリストはリアルに切迫感溢れる、貪欲なプレイをしていますね[24]」と本作についてコメントしている。また、G.E.スティンソンは1曲目に収録された「CHASE」について「実際『BUTTERFLY』には冒頭から衝撃を受けました。その理由はノイズです。ノイズのテクスチャーですね。冒頭のサウンドをそういう形で披露しているんです。即座に興味をそそられました。ノイズのテクスチャーが好きなので。私の専門分野ですからね。個人的にはとても興味深く、革新的だと思いました[24]」と述べている。- MUSIC ON! TV『M-ON! MONTHLY ICON L'Arc〜en〜Ciel』（2012年2月11日放送）
- 音楽ジャーナリストの柴那典は『bounce』のレビューにて、「シングル曲が中心だが、とにかく派手でアッパーな前半と、ヘヴィネスとスピリチュアリティーの両面を感じさせる後半の2部構成で、きちんと一枚の作品として仕上げてくるのは流石[40]」と本作を評している。また、柴は「エレクトロ隆盛以降のUSのR&Bを果敢に吸収した“X X X"など、コマーシャルな大衆性を引き受けつつ自身のアイデンティティーを更新し続けている。だからこそ彼らはモンスター・バンドであり続けるのだ[40]」と綴っている。- タワーレコード『bounce vol.341』（2012年2月25日発行号）
- 音楽ライターの金光裕史は『音楽と人』のレビューにて、「どの曲も、それぞれの個性を色濃く滲ませながら、相手の良いところを受け入れたうえで、L'Arc〜en〜Cielでしかない楽曲に昇華しているのがよくわかる。ここ何作かは、メンバーが曲をある程度形にして持ってくることが多かったようだが、今回は4人が意見を出しあって完成させた曲も多いという。ゆえにいい形で化学変化が起こっており、kenがインタビューで答えているように、自身が感じたニュアンスをプレイに出し、楽曲にしていくことが出来ているように思う。経験を重ね、演奏力は圧倒的に高まっているにもかかわらず、ファーストアルバムのような新鮮さを感じるのは、久々にそうやって楽曲制作を行ったせいではないだろうか。ここでは誰も、変な縛りや括りを感じていない。自由な空気があるのだ[41][42]」と評している。また、金光は「今回の作品では4人が同じ方向を向いている。あえて言葉にするなら、光に向けて踏み出す強さというか、その背中を押す優しさ。そういう類の気持ちだ。特に”shade of season”や”wild flower”には、その思いを強く感じることが出来る[42]」と綴っている。- 株式会社音楽と人『音楽と人』（2012年3月号）

### チャート成績
- 発売初週となる2012年2月20日付のオリコン週間アルバムチャートにおいて、前作『KISS』以来となる8作目の週間首位を獲得。2012年2月度のオリコン月間アルバムチャートでは、1999年7月に発表したアルバム『ark』以来約13年ぶりとなる月間首位を獲得している。さらに、同年度のオリコン年間アルバムチャートでは、過去3作のスタジオ・アルバムで記録した順位を上回る年間23位を記録している。
- 発売初週となる2012年2月15日公開のBillboard JAPANチャートでは、CDアルバムセールスを示す「Top Albums Sales」で自身初の首位を獲得。アルバム年間セールスチャートの「Year End Top Albums」では年間22位を記録している。

## 収録曲
| #         | タイトル                              | 作詞      | 作曲      | 編曲                                        | 時間  |
| --------- | ------------------------------------- | --------- | --------- | ------------------------------------------- | ----- |
| 1.        | 「CHASE」                             | hyde      | ken, hyde | L'Arc〜en〜Ciel, Hajime Okano               | 4:27  |
| 2.        | 「X X X」                             | hyde      | hyde      | L'Arc〜en〜Ciel, Hajime Okano               | 4:05  |
| 3.        | 「Bye Bye」                           | hyde      | tetsuya   | L'Arc〜en〜Ciel, Hajime Okano               | 3:36  |
| 4.        | 「GOOD LUCK MY WAY -BUTTERFLY Ver.-」 | hyde      | tetsuya   | L'Arc〜en〜Ciel, Akira Nishihira            | 4:38  |
| 5.        | 「BLESS」                             | hyde      | hyde      | L'Arc〜en〜Ciel, Hajime Okano, Daisaku Kume | 4:57  |
| 6.        | 「shade of season」                   | yukihiro  | yukihiro  | L'Arc〜en〜Ciel                             | 4:11  |
| 7.        | 「DRINK IT DOWN」                     | hyde      | yukihiro  | L'Arc〜en〜Ciel                             | 4:07  |
| 8.        | 「wild flower」                       | hyde      | ken       | L'Arc〜en〜Ciel                             | 5:22  |
| 9.        | 「SHINE」                             | hyde      | tetsuya   | L'Arc〜en〜Ciel, Akira Nishihira            | 4:04  |
| 10.       | 「NEXUS 4」                           | hyde      | tetsuya   | L'Arc〜en〜Ciel, Akira Nishihira            | 3:52  |
| 11.       | 「未来世界」                          | hyde      | ken       | L'Arc〜en〜Ciel                             | 3:19  |
| 合計時間: | 合計時間:                             | 合計時間: | 合計時間: | 合計時間:                                   | 46:38 |

| #         | タイトル                                                | 作詞      | 作曲      | 編曲                                        | 時間  |
| --------- | ------------------------------------------------------- | --------- | --------- | ------------------------------------------- | ----- |
| 1.        | 「CHASE - Remastered 2022」                             | hyde      | ken, hyde | L'Arc〜en〜Ciel, Hajime Okano               | 4:27  |
| 2.        | 「X X X - Remastered 2022」                             | hyde      | hyde      | L'Arc〜en〜Ciel, Hajime Okano               | 4:05  |
| 3.        | 「Bye Bye - Remastered 2022」                           | hyde      | tetsuya   | L'Arc〜en〜Ciel, Hajime Okano               | 3:36  |
| 4.        | 「GOOD LUCK MY WAY -BUTTERFLY Ver.-/- Remastered 2022」 | hyde      | tetsuya   | L'Arc〜en〜Ciel, Akira Nishihira            | 4:38  |
| 5.        | 「BLESS - Remastered 2022」                             | hyde      | hyde      | L'Arc〜en〜Ciel, Hajime Okano, Daisaku Kume | 4:57  |
| 6.        | 「shade of season - Remastered 2022」                   | yukihiro  | yukihiro  | L'Arc〜en〜Ciel                             | 4:11  |
| 7.        | 「DRINK IT DOWN - Remastered 2022」                     | hyde      | yukihiro  | L'Arc〜en〜Ciel                             | 4:07  |
| 8.        | 「wild flower - Remastered 2022」                       | hyde      | ken       | L'Arc〜en〜Ciel                             | 5:22  |
| 9.        | 「SHINE - Remastered 2022」                             | hyde      | tetsuya   | L'Arc〜en〜Ciel, Akira Nishihira            | 4:04  |
| 10.       | 「NEXUS 4 - Remastered 2022」                           | hyde      | tetsuya   | L'Arc〜en〜Ciel, Akira Nishihira            | 3:52  |
| 11.       | 「未来世界 - Remastered 2022」                          | hyde      | ken       | L'Arc〜en〜Ciel                             | 3:19  |
| 合計時間: | 合計時間:                                               | 合計時間: | 合計時間: | 合計時間:                                   | 46:38 |

## 楽曲解説
1. CHASE　
  - 作詞: hyde / 作曲: ken, hyde / 編曲: L'Arc〜en〜Ciel & Hajime Okano

2011年12月に39thシングルの表題曲として発表された楽曲。hydeはこの曲と次曲「X X X」の2曲を軸にして3曲目以降の曲順を決めたと語っている。
シンセサイザーを多用した近未来的なイメージをもたらすサウンドと、激しくもポップなメロディが融合されたダンサンブルなロック・ナンバー[43]。この曲の原型は、作曲者のken曰く「サビのシンセのリフみたいのが思い付いて、そこから作り出した[11]」という。この原型を基にL'Arc〜en〜Cielでレコーディングすることになったが、kenは「もうちょっとヤンチャなところがあったらもっといいのにな[11]」と思っていたといい、打ち込み作業に長けたyukihiroと制作の方向性を話し合ったという。このタイミングで映画『ワイルド7』への楽曲提供の話があり、映画に合う曲としてこの曲の原型が選ばれている。
映画の主題歌にこの曲を提供するにあたり、kenの制作した原曲が選ばれたが、映画のラッシュフィルムを見たhydeの「もっとワイルドにしたい」という意向から、hydeがAメロ、Bメロを作り直すこととなった[44]。また、Cメロの前半はkenが作曲した部分を採用しているが、後半部分はhydeが作り直している。これにより、L'Arc〜en〜Cielの楽曲としては「New World」（作曲：yukihiro & hyde）以来の合作、kenとhydeでは初の合作クレジットとなった。
kenは、この曲の制作を振り返り「（本作制作のための）二回目の選曲会の時に、この曲もレコーディングしようということが決まって。その時点で、曲にもうちょっとヤンチャなところがあったらもっといいのにな、って俺自身は思っていて。そうしたらyukihiroが、"こういうのもあるよね、こういうのもあるよね"っていう話をしてくれたんです。その段階で、映画『ワイルド7』のタイアップの話がきたんですよ。映画のラッシュを観せてもらって、"じゃあ、この曲をもうちょっとこういうふうにしたいよね"みたいな、"このままじゃなくて"っていう話がhydeから出たのかな。曲がメンバーの気持ちいいかたちに到達してないんだったら、自分的には、それはそうしたいと。自分でも、もっとヤンチャにしたいっていうこともあったから、じゃあ、みんなでいろいろできたらなっていうことで、スタートしたんですよね。そこからhydeに、ヤンチャっていう話をしたかどうかは覚えてないんですけど、映画から受けた印象もあったのか、hydeから出てくるアイデアが、ワイルドな方向だった[11]」と述懐している。なお、この曲にはkenの弾いたギターが3トラック入っている[45]。この曲のギタープレイについて、kenは「ギターは全部で3トラック入っているんですけど、バッキングはほぼ1トラックで弾ききってますね。パワーコードをどれだけ歯切れよく弾くかがポイントっていう感じです。サビはほぼ白玉なので、スライドを入れて勢いを増すように弾きました[45]」と述べている。なお、kenはこの曲で、ローチューニング仕様にした際でも適度なテンションが得られることから、「dragonfly Custom Model」も弾いている[46]。
また、この曲には、yukihiroが自宅から持参したアナログ・シンセサイザー、Nord rack 3で鳴らした音色が採り入れられている他[47]、イントロのギターリフではtetsuyaの案が採用されるなど[44]、アレンジにおいてメンバーの意見が多く反映されている。この曲の制作を振り返り、tetsuyaは「kenのデモを基にhydeを中心に4人で意見を出し合って作っていった感じなんですけど、そういう作り方をしたのは「DRINK IT DOWN」以来でしたね。「X X X」もある意味そうでしたけど、今回はさらにみんなで作った感じ。作曲クレジットもken／hydeになっています[11]」と述べている。
この曲のリズムは、Aメロのボトムの効いた8ビートと、サビの4つ打ちを軸とした16ビートの2つのパターンが入り混じった展開となっている[5]。この曲のドラムパターンについて、yukihiroは「Aメロが8分で、サビの前半が16分の刻みになって、後半で16分の部分がなくなってオープンだけが残るパターンですね[48]」「イントロで16のシーケンスが流れてるんですけど、その16分の4つ打ちの感じをサビまで取っておこうというのは考えていました。（中略）パターンは8ビートなんですけど、16の場所にキックが入っているので、それで統一感を感じるのかもしれないですね[5]」と述べている。なお、yukihiroは、この曲を4つ打ちだけのリズムにする気はなかったようで、「最初は全編4分打ちだったんですけど、別のパターンも試してみたくて、けっきょくサビのパートだけ4分打ちになりました。こういう曲調でドラムが4分打ちっていうは、すごくわかりやすいし、ハマらないわけはないんですけど、そこを外してロックバンドのやるダンスミュージックになればいいなと思いました[47]」「ああいうシンセのシーケンスから始まったら16ビートが浮かぶと思うんですけど、それに対してのリズムは8ビートでもカッコいいって思っていて。ロックバンドとダンスミュージックを融合させようとした時に、テクノの4分打ちにはやっぱり勝てない部分があると思うので。ロックのアプローチとして4分打ちにしなくてもカッコいい、ダンスミュージック的なビートが作れるんじゃないかなとは思ってます[47]」と語っている。
さらに、この曲ではシンセベースと生のベース音の共存も一つのテーマとなっている。この曲のベースプレイについて、tetsuyaは「シンベが最初から最後まで貫いている中で、どういうふうに生ベースと共存させるか、ということを考える必要があって。ミックスも難しかったですね。ちゃんとしたオーディオで聴かないと、生ベースは聴き取れないかもしれないですけど。ただ、Bメロは1小節ずつコードが変わったり、サビの頭もギターは1小節ずつ動いているんですよ。でも、サビ部分のベースは動かないように、分数コードを活かすかたちを提案しました。サビにいってからもベースのコードが変わると、どっしりした感じが出ないと思ったんですよ。その提案にkenからOKが出たので（笑）、ベースはステイして、後半のサビを繰り返すところでだけ動いています[11]」と語っている。
歌詞について、作詞を手掛けたhydeは「映画『ワイルド7』にバイクで獲物を追跡するイメージ、狙うイメージがあったので、それを自分の中にあった、首都高を走るイメージと混ぜていった感じ[11]」と述べている。また、歌詞には＜手の鳴る方へ＞、＜let's play tag!＞といった、鬼ごっこを意図したフレーズが入っているが[11]、これについてhydeは「もともとクールな歌詞だったと思うんだけど、そこにちょっと三枚目っぽさ…キャッチーさを入れた[11]」と語っている。さらに、歌詞の中には前述のイメージをストレートに綴った＜onigokko＞というフレーズも登場している[11]。なお、英詞の女性コーラス部分は、シンガーソングライターの衛藤利恵が担当している。
ちなみに、アルバム発売から約3ヶ月後の2012年5月23日には、この曲の全英語詞バージョンとなる「CHASE -English version-」が配信限定でリリースされている。
2. X X X　
  - 作詞・作曲: hyde / 編曲: L'Arc〜en〜Ciel & Hajime Okano

2011年10月に38thシングルの表題曲として発表された楽曲。この曲を本作の2曲目に収録した理由について、hydeは「大人っぽい雰囲気を最初の方で出しておきたいと思っていたから。アルバムタイトルもこの曲の"羽化して蝶になる"というフレーズがヒントになっている[43]」と述べている。
エレクトロ隆盛以降のアメリカのR&Bを果敢に吸収したロック・ナンバー[40]。この曲は、作詞・作曲を手掛けたhydeの意向により、「R&Bとメタルをくっつける[49]」というコンセプトで制作が開始されている。hydeは、具体的な制作イメージについて「ロックじゃない音…例えばデスティニーズ・チャイルドみたいなのをロックにするとどうなるだろうなって、そのミクスチャーを考えてたんです[50]」とシングル発売当時に語っている。このように、企画性のある楽曲としてこの曲が制作されることとなった。
今回R&Bとロック／メタルをミックスした楽曲を作ろうと思った背景について、hydeは「ある意味、ロックへのアンチテーゼというか…最近のロックと言われているものよりも、実はポップスやR&Bのほうがヘヴィだったりロックだったりするなって思うことが多くて。だからそこをあえてミックスしてロックとポップスの両立を目指そうと。言ってしまえばL'Arc〜en〜Cielっていうバンドでどういうカッコいいことができるか、自分の中で考えてプロデュースした感じです[50]」と述べている。
kenは、この曲のギターアプローチについて「（デモの）リフがダウンチューニングだったので新鮮でしたね[45]」「hydeのデモがダウンチューニングになっていたんだけど、その開放の雰囲気が欲しかったからリフは全弦1音下げにしました[45]」と述べている。なお、kenはこの曲で、ローチューニング仕様にした際でも適度なテンションが得られることから、「dragonfly Custom Model」も弾いている[46]。ちなみにライヴでこの曲を披露する際は、レギュラーチューニングで演奏されている[45]。さらにkenは、hydeの制作したデモ音源に入っていたギターソロを気に入ったため、hydeが弾いたデモのソロをそのまま音源に使うことを提案したという[45]。ただ、hydeのリクエストにより、音源ではkenが別のフレーズを弾き直している[45]。このことについて、kenは本作発売当時のインタビューで「本当にhydeのソロをなくすのがもったいなかったんだよね。遠吠えみたいですごく良かったんですよ、本当にみんなに聴かせたいくらい！なので、フレーズはほとんど一緒にして、さらにhydeの遠吠え感はなくさないように、俺なりの遠吠えを入れました[51]」「ソロでのピックキングハーモニクスと、チョーキングを戻すタイミングにこだわりました。ディレイ成分とのいい感じの組み合わせが出るように何回か録りましたね[45]」と述べている。
また、yukihiroのドラム録りにおいても、hydeの意向が反映されている[5]。hydeは、自身がデモに入れたキックのパターンが一定だったため[52]、「一定すぎるからちょっと変えたい[5]」と思っていたという。その思いを受け、yukihiroがランダムで独特なキックのドラムパターンを考えたという[5]。他にも、hydeのリクエストにより、サビはシンコペーションでアクセントをつけたリズムとなっている[53]。また、tetsuyaはこの曲のベース録りではピックを使わず、基本的にフィンガー・ピッキングで弾いている。
なお、hydeはこの曲に対する思い入れがとても強かったようで、メロディの違うバージョンを50パターンほど作ったという[12]。また、hydeは歌録りを終えたあと、自身の歌唱に「やっぱり倍音が足りない[50]」と納得ができず、録音し直している[50]。さらにhydeは、一度出来上がったミックスにも納得ができず、マスタリングをやり直すことにしたと述べている[50]。このように仕上がりにこだわった結果、hyde曰く、アレンジ作業に約5ヶ月ほどかかってしまったという[54]。この曲の制作を振り返り、hydeは「2回目（のミックス）も結構びっちりやりましたからね。ホンット苦労しました。"どうしたらいいだろう？"って悩むこともすごく多かったけど、kenが親身に相談役になってくれたり、yukihiroからは"この打ち込み具合はなくさないほうがいいと思うよ"って意見をもらったり。俺も変に生っぽくしすぎるとこの曲の良さが活きないと思ってたから、そこは意識して死守しました。tetsuyaも折々でアイデアをくれたし、何より最初に"この曲がいいな"って言ってくれたのはtetsuyaなんで、そういう意味では案外L'Arc〜en〜Cielの意見が飛び交った曲ですね[50]」「"他の曲作るのはもう、ええわ。この曲だけめっちゃカッコ良くしたろ"思って、この曲だけをずっとアレンジしまくってました[12]」と述べている。結果、2010年9月から本格的なアルバムレコーディングが行われた本作において、hyde単独で作曲クレジットがついた音源は、既発曲を除くと、この曲だけが収録されることになった。ちなみに、yukihiroは「アルバムのレコーディングで刺激になった曲」としてこの曲をあげている[55]。また、yukihiroは、この曲を含めたhyde作曲の楽曲の印象について「hydeの曲って、僕はどこでもサビに聴こえるんですよ。特に最近の曲はそういう印象なんですよね。今回の曲（「X X X」）も、普通に考えれば＜Feel〜＞のところがサビなんだろうけど、頭のメロディがサビと捉えることもできるし。もちろん"ここがサビです"っていうのがあって然るべきなんだろうけど、僕個人としては"どこがサビでもいいんじゃないかな"って思ってて。それはもう、聴く人が判断すればいいんじゃないかな[52]」と述べている。
余談だが、シングル発売前の選曲会で、スタッフは「X X X」ではなく他の楽曲をシングル表題曲にすることを推薦していたという[50]。ただ、メンバー4人が全員一致でこの曲を推薦したこともあり、シングル化が決定している[50][56]。このエピソードについて、hydeはシングル発売当時のインタビューで「メンバーがこれをシングルにしたいって言ってくれたのは嬉しかったですね。"お、さすが！わかってるね"って（笑）[50]」と述懐している。
タイトルに含まれた単語「X」は、愛情表現を示す"キスマーク"を意味しており、英語圏の女性がよく使うスラングの一種となっている。この「X（キス）」は、恋人など親密な人に送る手紙やメールにおいて、最後の署名のあとにつけることにより、相手への愛情を示すために使われている。従って、この曲のタイトルは「キス・キス・キス」と読むのが正式となっている。ちなみに、「X（キス）」を3つ並べた場合、"別れのキス"を意味することが多い。
また、歌詞には＜Darling 最後のキスなのね＞のような女性言葉を取り入れたフレーズが散りばめられている。なお、女性言葉を歌詞に取り入れるのは、L'Arc〜en〜Cielの楽曲としては今回が初めてのこととなった。
さらにhydeは、この曲をレコーディングする際は、フェミニンなイメージで歌録りをしたという。hydeは本作発売時に受けたインタビューで、自身のボーカルワークについて「そのキャラになりきってるというか、その曲を歌うためにはどんな手段でも使う。今はなんかもう、それを振り切ってやってる感じですよね。（中略）「X X X」なんか、本当は女の子が歌った方が可愛かったりすると思うから、自分の歌い方もちょっとフェミニンな感じになってしまうけど、今はそうやって割り切ってる分、もっと突っ込んでいける[57]」と述べている。
余談だが、「X」はローマ数字で"10"を表しているため、「X X X」はキスマークであるとともに"30"も意味している。hydeはこのことも考えてタイトルを決めたようで、シングル発売当時のインタビューにおいて「言ってしまえば30周年に向けて、っていう意味もありますよ。こじつけっちゃこじつけかもしれないけど、一応そういうことも思ってました。ただ、僕にとっては未来というより"現在のL'Arc〜en〜Ciel"をいかにカッコよくさせるかがテーマで。どうしてもシングルは明るい曲になりがちなんで、そこじゃないところで勝負したいなとは思ってました[50]」と述べている。
なお、この曲は、2012年に世界10都市で開催したライヴツアー「WORLD TOUR 2012」のマディソン・スクエア・ガーデン公演で披露されている。このライヴ終演後の同年3月27日に、米国紙『ニューヨークタイムズ』において、この曲も披露した同公演のライヴレポートが掲載されているが、そこでポピュラー音楽評論家のジョン・ペアレスは「多くの楽曲がメタリカ、U2、デペッシュ・モードやデヴィッド・ボウイのようなギター・ロックでありながら、"X X X"のダンス・ポップのようなタッチの、アメリカのロックバンドがやらないスタイルの曲もこなしている[58]」と、この曲に触れたうえでバンドの音楽性の多彩さを評している。
ちなみに、アルバム発売から約3ヶ月後の2012年5月23日には、この曲の全英語詞バージョン「X X X -English version-」が配信限定でリリースされている。
3. Bye Bye
  - 作詞: hyde / 作曲: tetsuya / 編曲: L'Arc〜en〜Ciel & Hajime Okano

華やかさを内包したフレンチポップを彷彿とさせる楽曲。この曲は『AWAKE』を制作していた頃から存在しており、2006年11月25日・26日にバンド結成15周年を記念し開催したライヴ「15th L'Anniversary Live」で初披露されていた。このライヴの後に開催した公演でもこの曲は度々演奏されていたが、長らく音源化が見送られていた。ただ、hydeの「そろそろアルバムに入れよう[6]」という意見もあり、今回アルバムに収録される運びとなった。なお、この曲を本作に収録するにあたり、yukihiroとtetsuyaはそれぞれの担当パートの楽器を録り直しているが[6]、kenのギターパートに関しては『AWAKE』制作時に録ったテイクをリアンプしたものを使っているという[6]。
作曲者のtetsuyaは、この曲の制作イメージについて「ヴァネッサ・パラディあたりのイメージがあったんですよ。それでフレンチポップスやグラムロックのテイストもちょっと入れながら、作っていきました[43]」と述べている。なお、yukihiroもこの曲を演奏するうえで、tetsuyaと同様にヴァネッサ・パラディを意識していたといい、「レニー・クラヴィッツがプロデュースしたヴァネッサ・パラディの「ビー・マイ・ベイビー」みたいな感じのイメージにしようかってなって[59]」と語っている。そのため、この曲のドラムはモータウンやスタックスなど、昔のR&Bやソウルに近いニュアンスとなっている[53]。
yukihiroはこの曲のドラム録りを振り返り「（作曲者であるtetsuyaに）フロアを使いながら8ビートでっていうイメージが元からあったみたいで、それで頭打ちのああいうパターンになってからいろいろ考え出したって感じだったと思います[59]」「アタマ打ちの曲は淡々とするのはなかなか難しいですよね。熱くなりやすいから、みんなスネアの音量が大きすぎるんだと思うんです。普通くらいで良いんじゃないかなぁと思って叩いています。逆に弱くても良いくらい[53]」と述べている。また、kenはこの曲のギターアプローチについて「ソロは深めのコーラスを使ったんじゃないかな。作曲者の意図を汲んでギターを入れていった感じですね[45]」と述懐している。
そして、tetsuyaはこの曲のレコーディングで、ディングウォール社の5弦ベース「DINGWALL Super.J」を使用している[22]。このモデルはファンドフレットシステムを採用したベースで、今回メインとして使っていたZONのベースとは違ったテイストを求めて使用したという[22]。この曲でディングウォールを使った背景について、tetsuyaは「曲が軽やかな雰囲気の曲なので、そんなにローを必要としないというか、ハイパーな音じゃなくて、ちょっと古っぽい音でもいいのかなっていうところで使った[60]」と述べている。
歌詞は、大切な人の旅立ちを見送る情景をイメージした物語が綴られている。作詞を担当したhydeは、歌詞のイメージについて「好きな人と別れる、それは二度と会えないっていうんじゃないけど…例えば卒業もそうですよね。だから教師の立場で想像すると一番しっくりくるのかも[4]」「教え子が旅立っていく背中を送る感じ。だけどその時に大きくバイバーイって手を振ったら、相手が振り返っちゃうじゃないですか。だから振り返らないように、でもバイバイって言ってあげたいから小っちゃく"いってらっしゃい"って。進んでいこうとするその子の意思を弱くしてしまわないように[4]」と述べている。なお、この曲を本作へ収録するにあたり、前述の結成15周年記念ライヴで初披露したときに歌われたリリックから、フレーズが一部変更されている。
余談だが、2012年5月31日に、バンド結成20周年プロジェクトの締めくくりとして、ハワイ・ホノルルで単発ライヴ「20th L'Anniversary Year Live in Hawaii」が開催されているが、公演のラストナンバーとしてこの曲が披露されている。ちなみにこれは、ライヴ当日の未明に不慮の事故で亡くなった、ツアーに同行していたスタッフへ向けて演奏されたものとなっている。なお、hydeはこの曲の演奏前のMCで「ちょっと仲間のために1曲だけ…あの…演奏したいと思います。ちょっと…逝っちゃったやつがいるんで、そいつの大好きだった曲を、1曲だけ、そいつに捧げたいと思います[61]」と述べている。ちなみに、この公演での演奏の模様は、2014年12月5日に公開開始された、ライヴツアー「WORLD TOUR 2012」に密着したL'Arc〜en〜Cielとして初のドキュメンタリー映画『Over The L'Arc-en-Ciel』で一部放映されている。なお、ハワイ公演以降、この曲はしばらくライヴで披露されていなかったが、2024年2月から開催したライヴツアー「ARENA TOUR 2024 UNDERGROUND」で約12年ぶりにライヴ演奏されている。
4. GOOD LUCK MY WAY -BUTTERFLY Ver.-　 (※)シングル発売時に制作されたMV映像
  - 作詞: hyde / 作曲: tetsuya / 編曲: L'Arc〜en〜Ciel & Akira Nishihira

2011年6月に37thシングルの表題曲として発表された楽曲のアルバムバージョン。
独自の疾走感をもたらすリズムアレンジが印象的なメロディアスなロック・ナンバー[39]。この曲は、映画『鋼の錬金術師 嘆きの丘の聖なる星』への楽曲提供のオファーを受け、映画に向けて詞・曲ともに書き下ろされた楽曲となっている。
作曲を担当したtetsuya曰く、映画製作陣の要望に加え、2011年にL'Arc〜en〜Cielが結成20年目を迎えたことを踏まえ、楽曲制作を行ったという。この曲の制作を振り返り、tetsuyaは「結成して20周年の年にリリースする一発目、幕開けを飾る曲ってことで、疾走感がある、勢いがある曲を書きたいなと思って書いた[62]」「映画の話も、向こうから具体的に"こういう曲を書いて下さい"って注文はなかった[62]」と述懐している。ちなみに映画製作陣からのオファーは、「作曲者をtetsuyaで」という指名だったという[62]。このことについて、tetsuyaは「最初の「READY STEADY GO」の評判が、すごく良かったようで[62]」と述べている。
この曲はザクザクとしたギターサウンドがのりながらもメロディアスな楽曲に仕上げられている。メロディに対する意識について、tetsuyaは「メロディがしっかりしてないと、アレンジをしていく意味がないと思うので、いいメロディを作ることは重要だと思います。そのあとにそのメロディに対して、どうコードをつけるのかとか、どういうリズムパターンにするか、どんなアレンジにしていくのかといったことを考えるわけですから[2]」と本作発売年のインタビューで語っている。なお、tetsuyaが制作した音源を聴いたときの印象について、hydeは「"鋼"（『鋼の錬金術師』）らしい曲だなって。要望を満たしたものをきっちり作るという意味でも、tetsuya、すごいメロディーメーカーだなと思いました[63]」とコメントしている。
また、この曲ではストリングスやトランペット、トロンボーンといった管弦楽器を加えたゴージャスでポップなアレンジが施されながらも、リズムは2ビートを採り入れるなど[53]、パンクの要素が感じられる仕上がりとなっている[64]。ちなみにリズムアレンジの際に、デモからBPMを落とすことにしたという[64]。このことについて、yukihiroは「変なせわしなさはなくなって、逆に疾走感が出たような気はしますけどね。ただ速いっていうだけではなく[64]」と述べている。
さらにkenは、この曲のギター録りを振り返り「最初のリフはtetsuyaがデモで7弦ギターを弾いてきて低い音があったので、レコーディングはロングスケールの6弦ギターのチューニングを落として弾きました。ほかのフレーズはレギュラーチューニングですね[45]」「アルペジオのパターンを提案したんだけど、やっぱりパワーコードがいいって話になり、思いっきりそっちにモードを切り替えてみて、なるほどいいなっていうところもありましたね[45]」と述べている。
歌詞は、結成20年目を迎え更に進んでいこうとするバンドの想いと、上記映画の主人公たちの前向きさをリンクさせたようなリリックが綴られている。また、作詞者であるhydeは、作業の前にアニメ監督の村田和也と打ち合わせを行い、脚本も読んだうえでテーマを設定し、歌詞を綴っている[63]。hydeは、この曲の歌詞について「監督から物語のどのシーンで流れるか、聞いたんですけど、その場面が今のL'Arc〜en〜Cielとかぶって、そのまま当てはめられると思ったので、基本的にはバンドとファンとの関係であったり、次の場所に向かう感じであったりをストレートに形にして[63]」「"俺だったらこう思うな"とかエドとアルの気持ちになって感情移入しながら、彼らが物語の中で生き生きとするように仕上げました[65]」と述べている。
なお、hydeもtetsuyaと同様に、作詞する際にバンド結成20年を意識していたというが、過去を懐かしむのではなく未来を感じさせるリリックを書こうと思っていたという[6]。hydeは作詞作業を振り返り「なんか振り返って"今までの20年どうのこうのだったね"っていうのは、あまり自分には興味がなかった。"この先は何があるのかな"っていうほうが前向きな感じがするというか。今のL'Arc〜en〜Cielには合ってる[6]」と語っている。
シングルに収録されたバージョンと異なり、本作にはアウトロにストリングスパートを入れたバージョンで収録している。なお、上記映画ではこのアルバムバージョンが使用されている。また、この曲のミュージック・ビデオでは、アウトロに加え、イントロにもストリングスパートを導入したバージョンが使われているが、こちらのバージョンは現在まで音源化されていない。ちなみにミュージック・ビデオで使用したイントロのストリングスパートの音源は、バンド結成20周年を記念し開催したライヴ「20th L'Anniversary LIVE」のオープニングムービーで流されている。
5. BLESS　
  - 作詞・作曲: hyde / 編曲: L'Arc〜en〜Ciel & Hajime Okano & Daisaku Kume

2010年1月に36thシングルの表題曲として発表された楽曲。
弦楽器や金管楽器、木管楽器、鍵盤打楽器をフィーチャーした壮大なバラードソング。この曲の原型は、NHKバンクーバーオリンピック・パラリンピック放送テーマソングへの提供依頼が来る前から存在しており、生のフル・ストリングスを入れ、ミックスダウンを待つかたちまでは出来ていたという[66][67]。そしてこの曲は2009年頃に上記テーマソングの制作オファーがあったことにより、作り直されることとなった。作詞・作曲を担当したhydeは、制作経緯について「もともと曲のアイデア自体はあったんですよ。何回もトライしながら、結局完成には至らなかった。今回NHKの方からお話をいただいた時、もう1回その曲にトライしてみようかなって思ったんです[68]」と語っている。また、この曲を上記テーマソングに提供しようと考えた理由について、hydeは「オリンピックって、もうちょっと熱い曲のイメージがあるかもしれないけど、俺はこういう方向もありかなと思って。包み込んであげるような感じというか、よくやったねって抱きしめてあげるような曲になればいいなと思ったんです[68]」と述べている。
なお、レコーディング当初は「オリンピックらしく」というイメージで、Pro Toolsを用い、制作途中だった曲の原型のテンポ変更を試みることにしたというが、結局すべてをレコーディングしなおしている[67]。共同プロデューサーの岡野ハジメは、2019年に発表した自身の書籍の中で、この曲の制作を振り返り「一度は最先端のプロ・ツールス技術でテンポ・チェンジをして、このまま使えないか？という話にもなって、3日ぐらいレンダリングして、最高の音質をキープしながら1チャンネルずつフル・ストリングスの入ったトラックのテンポを変える実験もしたんですが…でも結局それではダメだったので、また録り直したんじゃなかったかな。1曲のためにどれだけのおカネがかかっていたんだろうという感じです[67]」と述懐している。余談だが、この曲の仮タイトルには「お散歩」という名が付けられていたが、これは当初想定していたテンポ感を表現したものになっている。
この曲の制作イメージについて、hydeは「曲づくりのきっかけとしては、誰もが聴いたことあるような名曲をつくりたいなと思ってスタートしたんですよ。それだけにつくり出したはいいけど、ハードルが高かった。だからこそ時間がかかったんです。でも、今回の（テーマソングの）話があったことによって、余計やってやろうっていう気になった。（中略）ただ、目標を高く設定していただけに、歌詞にも、かなり悩みました。本当に1行ができないっていう感じでひと月くらい悩んだりもしたんでね[68]」と語っている。
また、この曲のイントロはギターのアルペジオで始まる予定だったが、kenのアイデアにより、サビの一節から始まる構成に変更されている[69]。さらに、アウトロはエレクトリック・ギターのソロでフェードアウトするかたちに変更されている。この曲のギターアプローチについて、kenは「エレキ的要素はほぼなかったと思うんですね、デモの段階から。だからアコギでどんだけ16分を気持ちよく刻んで行くかっていう[70]」「彩りとしてエレキギターを少しずつ入れていきたいなとは思ってたんですけど、曲が素朴な感じですごいすてきなんで、その気持ちを増幅させるようなエレキギターだったらいいけど減っちゃうような音だったら入れたくないなと思ってて。だからエレキギターを入れるところはすごく考えたかもしれない[70]」と述べている。ちなみに今回弾いたアコースティック・ギターは、ギブソン・J-50となっている[46]。なお、ギブソン・J-50はかつて「虹」や「MY HEART DRAWS A DREAM」のレコーディングでも使用されていたモデルである。
この曲のドラムでは、ゆったりとしたバラードでありながら、装飾的なダブルを含む[71]、複雑なキックパターンを採用している[53]。yukihiroはこの曲のドラム録りを振り返り「2拍、4拍でバックビートが必ずあったとしても、変化をつけたいときは、キックのパターンで動きをつけることは多いかもしれません[53]」と述べている。また、yukihiroは「イメージしたのはフィギアスケートなんです。ああいう滑らかな感じを出すことができればと思ってプレイしました[53]」と語っている。
なお、従来のL'Arc〜en〜Cielの楽曲でギターソロが入ることの多い間奏部分には、オーボエ奏者である最上峰行によるオーボエソロが挿入されている。さらに、編曲作業には、長らく共同プロデューサーを務める岡野ハジメに加え、2007年に発表した「Hurry Xmas」の制作にも参加した、エイジアン・ファンタジー・オーケストラの一員でもあった久米大作（ex.プリズム、ex.THE SQUARE）が参加している。
歌詞は、hydeが「オリンピック・パラリンピックのテーマソングになること」を意識したうえで手掛けており、出場選手を周りで支えた人々に焦点をあてたうえで、舞台に立っている選手に対する"祝福"をリリックとして綴っている。歌詞のテーマについて、hydeは「今まで頑張ってこの舞台に来て、これからも頑張っていくんだ…、みたいな感じが世の中的には基本だと思ってたんですよ。でも、俺はそういう主観じゃない部分を描きたかった。普段テレビで見ている俺からしたら、そこまで頑張ってきた人たちがいとしかったんです。だから、主観というよりも、そこまで頑張ってきたその人を見ていた人の目線で書きたかった。そういう周りの人も俺は隠れた主役だなと思っていましたからね。それに、そういう視点で書くことによって、その人には仲間がいるということも、さりげなく伝えられればいいなと思いましたしね[68]」「もちろん記録を出したりメダルを獲ったりすることもすごいことだと思いますよ。でも、俺は、きっと、オリンピックの舞台へ立つ時点で感動があるんじゃないかと思ったんです。だから、それをうまく形にできればなと思った。この曲で表現したかったのは、ここまでよく来れたな、その結果、勝っても負けても、抱きしめてあげれたらいいなっていう気持ちですね[68]」と述べている。
また、歌詞の中に＜Everything is for today（すべてはきょうの日のために）＞というフレーズがあるが、この言葉を歌詞に入れたことについて、hydeは「正直、メダルを取ってほしいのは誰しもが思うことですが、いちばん僕が感動するのは、その場に立っているということ。そこに行き着くまでにもいろんなことがあったと思うんです。だから"すべてはきょうの日のために"、この言葉をどうしても入れたかったんです[72]」と述べている。
なお、hydeは歌詞について「最初からオリンピックのためだけの歌詞にするつもりはなくて、誰かの旅立ちの場面とか、いろいろな場面に当てはまる曲を作ろうと思っていた[73]」とも語っている。ちなみにtetsuyaは、hydeの綴った歌詞について「オリンピックのテーマソングではありますけど、それ以外の、アスリートじゃない人たちにも当てはまる曲だと思います[74]」とコメントしている。
余談だが、ラッパーの(sic)boyは、2019年に受けたインタビューにおいて、「音楽に目覚めたきっかけとなった曲」としてこの曲をあげている[75]。
なお、この曲を表題曲としたシングルには、この曲のコンチェルトバージョン「BLESS -Concerto-」が収録されている。このバージョンでは、「BLESS」を制作するにあたり様々なテンポで録音を試みていたときに、候補の一つとして残っていたテンポを採用しており[76]、オリジナルよりも遅いテンポとなっている。
6. shade of season
  - 作詞・作曲: yukihiro / 編曲: L'Arc〜en〜Ciel

憂いのあるギターサウンドと[77]、無常観をたたえた歌詞が印象的なミディアムナンバー[73]。この曲の原型は、前作『KISS』を制作していた頃に存在しており、作詞・作曲を担当したyukihiroは「リズムに関してはポストロックっぽいアプローチがいいかなと思ってた[73]」と制作イメージについて語っている。
また、yukihiroは今回のアルバム作りにおいて、個人的なテーマとして「ギターロックな曲を作りたい[77]」と考えていたという。そのため、今回yukihiroはギタリストであるkenと共同で楽曲制作に取り組んだという。本作発売当時のインタビューで、yukihiroは「ギターロックな曲を作りたいなと思ってました。ただ、僕はギターを弾けるわけではないので、kenと話しながら。"ギターを主役にしたいんだけど"って。（中略）そういう気分だったんだと思います。最初から最後までちゃんとギターが鳴ってる曲がいいな、と[77]」「「shade of season」は、1音色で最後まで貫くギターが欲しい、と思ってました[12]」と述べている。
上記のように、この曲のアレンジ作業はyukihiroとkenの共同で行われている。制作の流れはyukihiroがメロディ、コード進行、リズムパターンの構成を決め、その他をkenがプリプロダクションの段階で手掛けている[59]。その後、yukihiroが一部のシンセサイザーの音色を変更している[59]。この曲の制作の流れとギターサウンドについて、kenは「yukihiroが作ったメロディーとドラムパターンはいじらずに、周りの音を作っていった感じだね。ギターのガツーンって来る音的には、この曲とか「CHASE」で、すごくいい感じの音が出たなと思ってる[16]」「キーボード、ベースとの兼ね合いでひとつの景色ができるフレーズですね。サビの前半までがエッジの効いたキーボードとギターの空間で、サビの後半からはギターが2本とストリングスでパットっぽく聴かせていくようにしてます[45]」と述べている。
また、yukihiro曰く、kenと共同でアレンジ作業を行ったことにより、楽曲の方向性にも変化があったという。このことについて、yukihiroは「kenとアレンジしていくうちにニューウェイヴ感みたいなものが出てきて、それもいいよねって話になって。そっちの方向にも進んでいきました[73]」と述懐している。このように、この曲は結果的に、ニューウェイヴやポストロック、シューゲイザーの片鱗が浮かぶ楽曲に仕上げられたが、yukihiroはkenにアレンジを依頼する際、具体的な音楽ジャンルを言葉として伝えなかったという[78]。yukihiroは制作を振り返り「僕は、シューゲイザーとかポストロックとは言ってないですね。（中略）プリプロでkenが思いついたものをどんどん入れてもらって、それを元にレコーディングしていきました[78]」と述べている。
さらにhydeは、この曲のボーカル録りで、yukihiroの「無機質に[79]」というリクエストを受け、感情的でなく淡々と流れるように歌唱している。hydeは、この曲のボーカルワークについて「音がファット(FAT)になるような歌い方かな。昔は意識してなかったけど、今は同じピッチであっても選択肢が増えてますよね。歌い方によって重く聴こえたり、軽く聴こえたり、全然違う。特に「shade of season」とかは、太らせて歌う感じを大事にしましたね[79]」と述べている。
歌詞は、本作に収録された楽曲で唯一hyde以外のメンバーが手掛けている。作詞も担当したyukihiroは、歌詞を手掛けるうえで「淡々とした歌詞がいいなと思っていた[59]」といい、物事が同じように繰り返しながら流れていくような[77]、無常観的なリリックを綴っている。
7. DRINK IT DOWN　
  - 作詞: hyde / 作曲: yukihiro / 編曲: L'Arc〜en〜Ciel

2008年4月に34thシングルの表題曲として発表された楽曲。本作に収録されたシングル表題曲の中では、最もリリース日の古い楽曲となっており、本作に先駆け、2010年3月に発売されたベストアルバム『QUADRINITY 〜MEMBER'S BEST SELECTIONS〜』に収録されている。なお、本作にはエディ・シュレイヤーによるリマスタリング音源で収録されている。
ヘヴィロック系のギターサウンドと先鋭的なダンス・ミュージックがバランスよく融合したロックナンバー[43]。この曲の制作は、クライアントからの「ゲームソフト『デビルメイクライ4』のテーマソングを手掛けて欲しい」という依頼がきっかけで始まっており[80]、作曲を担当したyukihiroはゲームの映像を見たうえで楽曲制作を行ったという[81]。今回ゲームへの楽曲提供の依頼を受けた経緯について、yukihiroは「テーマソングをやりませんか？というお話を持ってきていただいたので。僕はそのゲームが大好きだから是非やりたいなぁと思って[80]」「やりたいと言ったのが僕なので（笑）、それが採用される／されないは別としても、そのゲームをイメージした曲を自分で作らなくちゃなぁと思って[80]」と語っている。なお、yukihiroは、前述のゲームシリーズの始まりとなる2001年8月23日発売のゲーム『デビルメイクライ』に、ソロ名義で発表した楽曲「ring the noise」をイメージソングとして提供していたことがある。従ってyukihiroは、この曲を手掛けたことで、約7年ぶりに再び『デビルメイクライシリーズ』とタッグを組んだことになった。
この曲は打ち込みやブレイクビーツ、サンプリングされたノイズが採り入れられた楽曲となっている。この曲の制作イメージについて、yukihiroは「インダストリアルっぽいというか、ダンス・ミュージック的なビートにディストーション・ギターのリフを乗せて、イントロにメロトロン系の音のフレーズを入れてゴスっぽい雰囲気を出した[82]」「（ゲームの）映像を見せてもらって、ゲーム自体の世界観は変わってないことがわかったから。最初はゴシックな感じにしたいっていう気持ちはありましたね。で、とりあえずリズムが踊れる感じで、頭にちょっと怖い感じの導入部があって。で、ギターのリフもので進めていくっていうイメージで作りましたね[81]」と述べている。ちなみにこの曲のプログラミング作業は、yukihiroに加え、「get out from the shell」「SEVENTH HEAVEN」の楽曲制作にも参加した杉山勇司が担当している。
なお、この曲の制作を開始した当初、yukihiroがテーマソングの候補としてあげたデモ音源は3曲あったが[81]、hydeのアイディアによりデモ音源のうちの2曲を組み合わせ制作することになったという[83]。複数のデモ音源を組み合わせた影響もあってか、Aメロ・Bメロのイ短調からサビのニ短調への転調が起こっている。
また、この曲のアレンジ作業ではメンバー4人の意見がふんだんに採り入れられている。メロトロンのフレーズはkenの案を基にyukihiroがエミュレーションソフト、GFORCE M-Tronで鳴らしており[82]、サビ後半のメロディはtetsuyaの案が採用されている[84]。このことに関し、yukihiroは「音楽的に認めているメンバーなのでアレンジされるのは光栄なこと」と述べている。また、hydeはこの曲のアレンジ作業を振り返り「今回、こんなにみんなで一生懸命アレンジするのは久しぶりだから、作ってよかったなぁと思う。最近はそれぞれデモ作って、それが基になってレコーディングしてたからね。もちろん、みんなで肉付けすることはあるけど、ここまでリフから何からみんなでアイディア出し合ってやるのは本当に久しぶりだったんですよね。話し合う期間が長かったから、バンドらしくていいなぁと思いながらアレンジしてました。楽しかった、本当に[84]」とシングル発売当時のインタビューで語っている。さらに、kenは「yukihiroとhydeが言ってた"リフ感が欲しいなぁ"ってことに対して、この曲に合ったリフってどんなんだ？っていろいろ考えながら弾いて行くのは楽しかったし、ギターの音像的なアイディアを思いついて、いい感じに聴こえるようにこの曲に注ぎ込んだりするのも楽しかったですね[85]」とレコーディングを述懐している。
歌詞もオケと同様に、前述のゲームを意識したうえでhydeが書き下ろしている。ちなみに、hydeとkenもyukihiroと同様に、このゲームシリーズのファンでプレイしたことがあったという[86][85]。歌詞を手掛けたhydeは、シングル発売当時に受けたインタビューの中で「僕もそれなりにゲームをやりこんだので、世界観はほぼ全部わかってるんですよ。『4』の全貌はまだ知らないんですけど、与えられている情報だけで"たぶんこうだなぁ"ってわかるぐらいやり込んでいるから（笑）[86]」とこのゲームシリーズについて語っている。
また、hydeは作詞作業において、前述のゲームの主人公であるダンテとネロの関係性を考えながら書いたという。hydeはゲームを意識した作詞作業を振り返り、「ダンテから見たネロ（ゲーム中の主人公）というか、ダンテの気持ちで詞を書くみたいな感じで書きつつ、それを何となく自分に置き換えて…完全に空想では書かないで、自分のポジションでその世界観をイメージし、自分だったらこういう言い方をしたいなとか考えながら書いて行った[86]」と語っている。
さらにhydeは2007年6月から開催したホールツアー「Are you ready? 2007 またハートに火をつけろ!」で日本各地をまわった際に訪れた、富士急ハイランドのお化け屋敷でこの歌詞の着想を得たとも述べている[86]。リリックの着想について、hydeは「お化け屋敷は恐怖を味わうものなんですよ！だから五感を恐怖に曝け出しながら、それでも"自分はフラットです"みたいな感じで次の部屋へ入って行く感じが楽しいなと思って。で、その感覚を信じたいなと思ったの。ダンテのイメージもありながらも、恐怖というものを味わう…ある種、そこにはエロスを感じるんですよ。そういう部分もちゃんとミックスした詞を書きたいなと思ってたんです[86]」と語っている。
なお、この曲が使われたゲームシリーズは、L'Arc〜en〜Cielのメンバーの音楽活動において、長きに渡り縁のある作品となっており、2015年6月18日に発売された上記ゲームのスペシャルエディション版となる『デビルメイクライ4 スペシャルエディション』でも、この曲がテーマソングとして使用されている[87]。さらに、2019年3月8日に発売された上記ゲームに続くナンバリングタイトルとなるゲーム『デビルメイクライ5』では、hydeがソロ名義で発表した楽曲「MAD QUALIA」がイメージソングとして使用されている。また、2020年11月10日に同ゲームのパワーアップ版として数々の要素を追加し発表されたゲーム『デビルメイクライ5 スペシャルエディション』では、hydeがソロ名義で制作した楽曲「DEFEAT」がコラボレーションソングとして発表されている。他にも、2015年に開催したライヴ「L'Arc〜en〜Ciel LIVE 2015 L'ArCASINO」で披露した「trick」「REVELATION」のライヴ用音源のプログラミングを、このゲームシリーズでサウンドクリエイターを務めていた柴田徹也が担当している[82]。余談だが、ラップ・シンガーソングライターの4s4kiは、2022年8月に出演したJ-WAVE系ラジオ番組『SONAR MUSIC』にて、「影響を受けた楽曲のひとつ」として「DRINK IT DOWN」をあげたことがある[88]。
8. wild flower
  - 作詞: hyde / 作曲: ken / 編曲: L'Arc〜en〜Ciel

本作発売の1週間前となる2012年2月1日に先行配信された楽曲。
心地よい揺れを感じさせるようなバンドアンサンブルが印象的な楽曲[43]。作曲を担当したken曰く、デモ音源の制作では、前奏で鳴るオーケストラ・サウンド、グロッケンシュピール、エレクトリックピアノのフレーズから作り始めたという[13]。また、kenはこの曲を制作していた頃、「風景とか、悲しいとか盛り上がるとか、そういうものがあってから音を出すんじゃなくて、なんだかわからないけど、音を聴いた瞬間に"いいなあ"って思う。そういうことができたらいい[13]」と考えていたという。また、kenはこの曲の作曲姿勢について「最近の作り方としては、頭から順番に作っていくんですよ。「wild flower」だったら、最初のオーケストラの音、グロッケン、エレピのフレーズが出てきて。最初の時点では何も決めず、"次はなんだろう？"っていう[13]」と語っている。
kenは、この曲のデモ制作を振り返り「その頃（2010年のソロ活動の終盤頃）、人には分かりにくいよな…と思いながら、自分は音を楽しんでたんだけど。で、その後そろそろL'Arc〜en〜Cielの曲作りっていう時期に、じゃあ、もうちょっとメロディーとかがある感じで作ろうと。音が聴こえて初めて音で感じる…"これはこんな音ですよね"っていう言葉が先に出ずに、音で把握していくような中でメロディーがついていくような方向で曲を作ろうと思って、できた曲[19]」「この前奏は何も考えず…これが悲しいのか楽しいのか、上がるのか下がるのか、それはわからないけれど、音色として気持ちいいというものを作ろうと。そこを作ったら次はこう、っていうのが出てくるから、それを1曲分作り続ける感じでしたね[89]」と述懐している。また、この曲の構成について、kenは「曲の仕組みがすぐわかるのって、寂しいなと思うんですよ。それがなかなかわかりにくくしたいっていうのはありました。でも、パッと聴きはスムーズに流れているっていう。ゆったりな曲にもスピード感ある曲にも聴こえるような曲になればいいなって[89]」と考えていたという。
自身のギタープレイについて、kenは「フリーじゃないというか、左チャンネルと右チャンネルのギターで入り組んだことがしたかったんですね。かつ、歌メロはしっかり聴こえるっていうふうに。だから、アドリブでやっちゃうとなかなか全部が上手くいかないから、アドリブができる隙間は残しておきつつ、基本のところは決めて弾きました[89]」と述べている。kenの言うように、左右で鳴るギターが複雑に絡んで聴こえるプレイとなっているが[19]、ken曰く、左チャンネルでは素朴なクリーントーンを意識して弾き、右チャンネルでは同じ拍の中でスタッカートとレガートを使い分けギターソロを弾いている感覚で演奏したという[45]。
さらに、リズムやギターといった楽器同士の絡みにも独特のニュアンスがあり[19]、この曲は、理論で固めた研究者気質でありながら驚くほど感覚派なkenというアーティスト自身を象徴するような音源として仕上げられている[12]。kenはこの曲の雰囲気について「ニュアンスの幅。1つの音色だけど、その中の幅をプレイで持たせながら表現していくってことがやりたかったのかな。あと、いろんなギターが入っていて、それぞれが好き放題に音を楽しんでるけど、1つの曲を表しているような感じ[19]」と述べている。yukihiroは、この曲のドラム録りを振り返り「ドラムはそんなに忙しくはないんですけど、結構メリハリのあるフレーズだったりして、それをどう綺麗に流すかっていうのができたらいいなと思ってました[78][48]」「若干後ノリかもしれないですね。でもkenがこの曲に求めたのは、そういう感じだったということだと思います[90]」と述懐している。
歌詞は、作詞を担当したhydeの「震災のことを無視してアルバムを完成させることに疑問があった[24]」という思いから、2011年3月11日に日本で起こった東日本大震災を踏まえ綴られている。また、震災を通じて感じたことを表すように、"荒野に咲いた一輪の花[8]"が歌詞のテーマに据えられている。オケを聴いたときに浮かんだ情景について、hydeは「イントロで花が咲いていく、超スローでスーッと開いていくような印象があったんで、そこからイメージして。で、目が覚めたら荒野だった[4]」と述べている。また、hydeはこの歌詞に込めた想いについて「荒野にたった一輪だけ咲いていると、寂しいと思うかもしれないけれど、咲いてるってことは実は光とか水とか土とか、いろんなものから力をもらってるから咲いているわけで、ひとりじゃないんだよっていうことを表現したかった[3]」「悪いことが続くと視野ってどんどん狭くなるじゃない？でも思い込んで周りのことが見えなくなってしまうのはちょっと危険だなって思うんですよ。そういう時こそ俯瞰で見るのが大事。俯瞰で見たらきっとわかるはずなんですよ。一人じゃない、本当はみんな想っているんだよって。現に僕はその子のことを気にしてるわけじゃないですか。でも視野が狭くなっていたら、その子は僕のことに気づかないじゃない？誰もいないっていうけど、本当はそうじゃないから。そういうことを今回の震災で感じたので。一緒に頑張ろうっていう歌は他にもあるから、そっちはそっちで任せて、僕はちょっと違う角度で"こういう見方もあるからね、どんな状況でも一人ではないから"っていうことを言いたい[8]」と本作発売当時のインタビューで語っている。なお、kenは、hydeが書き上げた歌詞について「（曲を作っていたとき）あえてイメージを持たなかったことに加えて、hydeの歌詞が素晴らしかったんで、めちゃめちゃ感動出来たんです。それが楽しかった[10]」と述べている。
ちなみにこの曲は、本作に収録された楽曲の中で、最後に歌入れが行われており[77]、この曲の制作がアルバム制作の締め括りになったというエピソードがある。その一方でドラム録りは、アルバム制作に向けたレコーディングの最初に行われており、yukihiroは「感慨深かった[59]」とレコーディングを終えた後の心境について述懐している。また、yukihiroは「アルバムの中で一番気に入っている曲」としてこの曲をあげている[77]。余談だが、2012年2月11日にNHK総合で放送された特別番組『L'Arc〜en〜Ciel 20年の軌跡』では、hydeがこの曲の歌入れをしている様子の一部が公開されている。
9. SHINE　
  - 作詞: hyde / 作曲: tetsuya / 編曲: L'Arc〜en〜Ciel & Akira Nishihira

2008年8月に35thシングルの表題曲として発表された楽曲。hyde曰く、前曲「wild flower」からこの曲に続いていく流れを意識し、アルバムの曲順を考えたという。この曲順について、hydeは「流れはちょっと意識しました。最近、ライヴでもそうしてるんですけど、ダークな曲調から始まって、最後に向けて、日が差していく雰囲気になっていくというのが僕なりの今年のテーマというか。ダークなところから虹の見えるところに行く、夜が来たら、次は朝が来るっていうことを表現したかった[3]」と本作発売当時のインタビューで述べている。
優しさと力強さとスケールの大きさ、伸びやかさが共存したポップ・ナンバー[43]。この曲の原型は、シングル発売の2〜3年ほど前からストックとして存在しており[91]、シングルの表題曲にする予定でオケのレコーディングも行っていたという[91]。作曲者であるtetsuyaは「歌はそれ（タイアップ）に合わせて録ったんですけど、…でも、音は…『AWAKE』くらいかなぁ[91]」と述べている。そして、NHK-BS2衛星アニメ劇場枠アニメ『精霊の守り人』への楽曲提供の依頼が来たことをきっかけに、この曲にリリックがのせられている。
この曲の制作イメージについて、tetsuyaは「コーラスをいっぱい入れて、歌によって、広がりを出したいということは最初の頃から考えていたと思います[43]」と振り返っている。なお、tetsuyaはこの曲のベース録りにおいて、2006年頃からメインベースとなった5弦ベースではなく、サドウスキー製の「Sadowsky NYC Vin 4st JB Caramel Burst」を使用している[22]。また、Aメロでのタムの挟み方が印象的なドラムアプローチとなっているが、yukihiroは自身のプレイについて「ビートの中にタムを挟んでアクセントをつけるのは（テリー・）ボジオもそうですし、スチュワート・コープランドの影響があって、真似ごととしてやらせていただきました（笑）[90][92]」と述べている。そして、この曲では、kenが弾いたアコースティック・ギターが一貫して鳴っている[45]。この曲のギターアプローチについて、kenは「クリーントーンはコードを追いつつもフレーズに聴こえるようなトラックを目指しました。アコギのトラックが1曲貫くんで、いろんな音をコラージュしていく感覚でレコーディングしていきましたね[45]」と語っている。
歌詞は、前述のアニメへ楽曲提供するにあたり、作詞者であるhydeがアニメ監督の神山健治のもとに出向き、脚本も読んだうえでテーマを設定し綴っている。作詞作業を振り返り、hydeは「ストーリーを読んで、自分に置き換えたらどういう感じになるかなぁ？と思って書いて行きました[91][93]」と述べており、タイトルもアニメのオープニングを意識し、響きが綺麗な言葉を選んだという[94]。また、hydeは歌詞のイメージについて「なんとなく普段思ってることなんですけど、でも、別にそれを誰かに理解して欲しいとかっていうことは思ってないんだよなぁ。もっと日記みたいな感じ[93]」と語っている。こういったhydeの想いもあってか、＜心の奥繋げたら信じてもらえるのに 仕方ないさ目覚めるまで僕を 嫌ってもいいよ＞や、＜いつの日にもいつもそんな君を 太陽のように ずっと見守れたらいいな＞という慈愛にあふれたフレーズが歌詞に取り入れられている。
10. NEXUS 4　
  - 作詞: hyde / 作曲: tetsuya / 編曲: L'Arc〜en〜Ciel & Akira Nishihira

2008年8月に35thシングルの表題曲として発表された楽曲。
次に向かっていくような躍動感と疾走感とを備えた、ポジティブな世界観が展開されるロック・ナンバー[43]。この曲は、前作『KISS』のレコーディングに向けた選曲会を行うための作曲期間中、tetsuyaが最初にデモ音源を制作した楽曲となっている[94]。tetsuyaはこの曲の制作を振り返り「意識はしてないけど、王道ですよね。1曲目に作り始めた曲だから、王道から作って行った感じ…その時に一緒に「砂時計」（アルバム『KISS』収録）も作ってたので、自分の中でバランスを取るというか[94][95]」と述べており、tetsuyaが手掛けるL'Arc〜en〜Cielの楽曲らしい疾走感のある曲として仕上げられている[94]。ちなみに、tetsuyaが作ったデモ音源の段階では、hyde曰く「もうちょっとストリートっぽかった[95]」という長い前奏があったが、制作途中で端折られることになった[95]。
この曲は、サビ部分で裏打ちになるなど、かなりきめ細かいリズムパターンとなっており[95]、yukihiro曰く、ドラム録りで苦労が多かったという[48]。yukihiroは、この曲のドラム録りを振り返り「まず構成が難しくて、最後までいかなかったです、何回やっても（笑）。（中略）この曲をレコーディングしたときは、プリプロをやって、構成が決まってすぐだったんで。僕、あまりフレーズを考えてないんですよ、実は。ほとんどkenのアイディアですね[48]」と述懐している。また、この曲のギターアプローチでは、5度コードで進めていきながらも、kenの「場面を変えたい」という意図のもと、サビでは一転しピックキング・ハーモニクスを鳴らしている[45]。
作詞を担当したhydeは、デモ音源を聴いた印象について「デジタルな雰囲気があったり、ギターがジグ・ジグ・スパトニックみたいだなと思ったり。その辺から俺の中では近未来（のイメージ）になった[95]」と述べており、hydeはこの曲に対してサイバーパンクのイメージを抱いていたという[95]。このイメージが近未来的なリリックに繋がっており、歌詞には映画『ブレードランナー』の原作となった[43]、フィリップ・K・ディックのSF小説『アンドロイドは電気羊の夢を見るか?（Do Androids Dream of Electric Sheep?）』を元ネタとした＜迷える僕等は 夢見てるエレクトリックシープ＞というフレーズが登場している。ちなみに、タイトルも同作品に登場する、労働のために製造されたレプリカントの名称「ネクサス6型」から取られている[43][95]。また、hyde曰く、タイトルに含まれた数字の「"4"」はバンドメンバーの数を意図して付けたという[95]。
ちなみにこの曲は、2024年2月から開催したライヴツアー「ARENA TOUR 2024 UNDERGROUND」で披露されているが、ステージ上部に設置されたモニターには演出として、映画『ブレードランナー』を彷彿とさせるネオンサインが登場するなど、映画の世界観を意識したような映像が映し出されている。
なお、hydeはこの曲以外でも、映画『ブレードランナー』の雰囲気を意識した作品づくりをたびたび行っている。1995年に発表したイメージビデオ『Siesta 〜Film of Dreams〜』に収められた、hydeが企画と主演を務めた短編映像「窓 -Fenêtre-」では、ルトガー・ハウアー演じるレプリカント、ロイ・バッティが肩に鳩を乗せていたシーンを意識し、文鳥を自身の肩に乗せたカットを入れている[96]。また、1998年にL'Arc〜en〜Cielとして発表した楽曲「metropolis」の作詞作業[97]（曲名は映画『メトロポリス』から拝借[97]）や、2014年にVAMPSとして発表した楽曲「GET AWAY」のミュージック・ビデオ撮影[98]（歌詞の主なモチーフは映画『卒業』[98]）でも、同映画の雰囲気を意識したうえで制作が行われている。さらにhydeは、2019年にソロ名義で開催したライヴツアー「HYDE LIVE 2019」において、同映画や漫画・映画『AKIRA』を意識したステージセットを組んでいる他[99]、ロイ・バッティの製造番号である"N6MMA10816"を刺繍したタオルをグッズとして発表している。
余談だが、2007年頃にアニメ『機動戦士ガンダム00』のオープニングテーマの制作を依頼された際に、tetsuyaは歌詞がついていなかったこの曲の原型をもとにテーマソングを制作しようと考えていたという。こういった背景から、tetsuyaは本作発売当時のインタビューで、この曲に関し「「NEXUS 4」は、僕的にガンダムのイメージ。2007年に『機動戦士ガンダム00』のタイアップの話があったんで[100]」と述べている。ただ、『ガンダム00』のテーマが重い内容であったため、同時期にレコーディングしていたken作曲の「DAYBREAK'S BELL」がオープニングテーマソングに採用されることになった[100]。
11. 未来世界
  - 作詞: hyde / 作曲: ken / 編曲: L'Arc〜en〜Ciel

おとぎ話や子守唄にも近い手触りを持ったファンタジックな楽曲[73]。作曲を手掛けたkenが制作したデモの段階では、ギターの音はなく、ベース、ドラムの音も打ち込んでおらず[10]、アンビエント色の強い楽曲だったという。この曲のデモ制作について、kenは「この曲のデモを作ってる時点では、ギターもベースもドラムも入ってなくて。曲の冒頭に入ってるハープの音＋αで構成してたんだよね。で、これ以上何か入れたら、最初の感情とはズレたものに聴こえちゃうと思って[10]」「（デモ音源は）自分がいいなと思う雰囲気で始まって、そのまま空気のままで終わる[13]」というイメージで作っていたと述べている。
ただ、バンドでレコーディングするにあたり、hydeの「バンドで演奏できるかたちも聴きたい」という意向を踏まえ[10]、デモの雰囲気とバンドサウンドを両立させたアレンジを試みることにしている。結果、1サビ終わりからバンドサウンドが展開する構成へと変更されている。アレンジ作業を振り返り、kenは「この曲の、自分が感じてる良さをなくさないまま、バンドサウンドにしていくにはどうするかなっていうのを、yukihiroからドラムのアイディアをもらいつつ考えていった[16]」と述べている。また、アレンジを進めていた中で、kenが「普通のエレクトリックベースだとなんか違った」と感じたため、tetsuyaはkenからのリクエストにより、フレットレスのアップライトベースを使用している。なお、tetsuyaはこの曲で初めてレコーディングでアップライトベースを弾いたといい、ベース録りの際は、スタジオに10本ほど竿を揃え、その中から一番いい音がするアップライトを探したという[100]。ちなみに、今回tetsuyaが使用したアップライトベースは「ARIA SWB-03SHX」というモデルである[22]。また、tetsuyaは曲の雰囲気を変えるため、ベースソロ部分でウォルのフレットレス・ベース「Wal Fretless '81」[22]を弾いている[100]。
さらにkenは、この曲のギター録りでエレキギターの他、12弦ギターを使用している[45]。なお、この12弦ギターの音色は、片側のチャンネルで曲中で終始鳴り続けている[45]。この曲のギターアプローチについて、kenは「この曲の拍は6/8なんですけど、4/4に慣れてる中、6/8でも自分がノれるように弾いてたのかな[45]」と述懐している。なお、この曲にバンドサウンドを採り入れたことで、より満足のいく出来栄えになったようで、kenは本作発売当時のインタビューで「この曲もまた、自分の想像を超えるものになった気がするな。だから「CHASE」も「wild flower」も「未来世界」も、曲が形になっていく過程を楽しめましたね。そういうバンドの醍醐味には満足してます[10]」と述べている。
また、この曲のボーカルワークについて、hydeは「シングル曲のカップリングを、"L'Acoustic Version"（L'Arc〜en〜Cielとして発表してきた楽曲をアコースティックにリアレンジした音源）という形でやったことが、いい経験になったというか。ウィスパーボイスで歌う楽しさも感じたし、表現方法も増えてきたんじゃないかなと思います[3]」と述べている。
歌詞は、作曲者であるkenの「童謡みたいな感じ[73]」というリクエストを受けてhydeが綴っている。作詞を担当したhydeは、この曲の歌詞について「kenが"童謡みたいにしたい"って言ってた気がするんですよ。そのヒントがなかったら、こういう詞にならなかったかもしれない[3]」と述べている。
hydeは歌詞のイメージについて「子守唄っぽいイメージを持ってたんで、小さい子供が寝ている横で歌って聴かせるような詞にしたくなった[3]」と述べている。歌詞には＜正義のヒーロー＞や＜こわかった かいぶつたち＞、＜未来世界 うかぶくるま＞といった、hydeがこれまでに使ってこなかったようなワードが散りばめられており、自分の幼い頃を思い起こしながら、子供の隣で子守唄を歌っているようなリリックが綴られている。また、＜信じてたら 行けたの？ 未来世界へと 僕は叶わなかったけど 君なら行ける きっと＞といった、次世代の希望ある未来について綴ったようなフレーズも入っている。
ちなみにhydeは、「このアルバムに収録された楽曲でいちばんお気に入りの歌詞」としてこの曲をあげている[57]。hydeはこの曲の作詞作業を振り返り「悲しいことを"悲しい、悲しい"って言ってるのはあまり悲しくないんですよ。むしろちょっと引くんですよね。抽象的だったり間接的な表現のほうが伝わるというか。この曲も自分のことを語っていながら間接的に相手への愛を歌ってたり、自分の心が大人になってしまった悲しみ…そういうものを間接的に言ってるところがいいんですよ。ここで"もう子供の心を忘れてしまったね"なんていう台詞が入ると一気に冷める[4]」と述べている。また、kenは、hydeが書き上げた歌詞の印象について「hydeが書いた歌詞を見ると、自分の想像を遥かに超えた言葉があって、"これは素晴らしいです！"という感じでした[73]」と述べている。
なお、この曲は2014年3月21日・22日に国立競技場（通称：旧国立競技場）で開催したライヴ「L'Arc〜en〜Ciel LIVE 2014 at 国立競技場」にて披露されているが、演奏前のMCでhydeは、ザハ・ハディッドがデザインした、新たな国立競技場への思いを述べている[101]。また、2014年12月5日に公開された、ライヴツアー「WORLD TOUR 2012」に密着したL'Arc〜en〜Cielとして初のドキュメンタリー映画『Over The L'Arc-en-Ciel』では、エンディングのスタッフロールで流されている。
さらに、2018年12月19日・20日に開催した自身初のクリスマスライヴ「L'Arc〜en〜Ciel LIVE 2018 L'ArChristmas」では、ア・カペラを採り入れたアレンジでこの曲が披露されている。このアレンジではkenとtetsuyaがコーラスを担当している他、公演のコンセプトに合わせ、歌詞の最後のフレーズを＜良い夢見て good night＞から＜良い夢見て merry christmas＞に変更している[102]。

## 完全生産限定盤特典DVD
結成20周年記念特別番組『ベストヒットLEC』
人気音楽番組『ベストヒットUSA』の司会（VJ）を務める小林克也のナビゲートによる特別番組。
L'Arc〜en〜Cielの20年間の軌跡を振り返る映像、写真、エピソード、さらにメンバーの特別インタビューを収録している。
- 小林克也：MC
- Hitoshi Sugita（BS朝日）：Producer
- Saimon Kawagishi（JCTV）：Director
- Yoshihiro Yamamoto：Writer

## クレジット
フィジカルアルバムに付属するブックレットより転載。日本語表記が確認出来ない部分に関しては原文ママとする。
- hyde：Vocal
- ken：Guitar
- tetsuya：Bass
- yukihiro：Drum

| CHASE - L'Arc〜en〜Ciel & 岡野ハジメ：Arranged - ken：Keyboards, Programming - hyde：Keyboards, Programming - yukihiro：Keyboards, Programming - 斎藤仁：Manipulate - 衛藤利恵：Backing Vocal - 比留間整：Recorded, Mixed - L'Arc〜en〜Ciel & 岡野ハジメ：Produced X X X - L'Arc〜en〜Ciel & 岡野ハジメ：Arranged - hyde：Keyboards, Programming - 西平彰：Keyboards, Programming, Strings Arrangement - 斎藤仁：Manipulate - 金原千恵子ストリングス：Strings - 比留間整：Recorded, Mixed - L'Arc〜en〜Ciel & 岡野ハジメ：Produced Bye Bye - L'Arc〜en〜Ciel & 岡野ハジメ：Arranged - tetsuya：Keyboards, Programming, Backing Vocal - 岡野ハジメ：Keyboards, Programming - 小池敦：Manipulate - ken：Tambourine - 比留間整：Recorded, Mixed - 原裕之：Recorded - L'Arc〜en〜Ciel & 岡野ハジメ：Produced GOOD LUCK MY WAY -BUTTERFLY Ver.- - L'Arc〜en〜Ciel & 西平彰：Arranged - tetsuya：Keyboards, Programming, Backing Vocal - 西平彰：Keyboards, Programming, Strings and Brass Arrangement - 斎藤仁：Manipulate - 岡野ハジメ：Q-Chord - 金原千恵子ストリングス：Strings - 佐々木史郎：Trumpet - 川上鉄平：Trumpet - 鹿討奏：Trombone - 本田雅人：Alto Saxophone - 比留間整：Recorded, Mixed - L'Arc〜en〜Ciel & 岡野ハジメ：Produced BLESS - L'Arc〜en〜Ciel & 岡野ハジメ & 久米大作：Arranged - hyde：Keyboards, Programming - 久米大作：Keyboards, Programming, Acoustic Piano and Organ, Strings and Brass Arrangement - 岡野ハジメ：Keyboards, Programming - 金原千恵子ストリングス：Strings - ken：Vibes - 最上峰行：Oboe - 藤田乙比古：Horn - 高橋臣宜：Horn - 比留間整：Recorded, Mixed - L'Arc〜en〜Ciel & 岡野ハジメ：Produced shade of season - L'Arc〜en〜Ciel：Arranged - yukihiro：Keyboards, Programming - ken：Keyboards, Programming - 斎藤仁：Manipulate - 比留間整：Recorded, Mixed - L'Arc〜en〜Ciel & 岡野ハジメ：Produced DRINK IT DOWN - L'Arc〜en〜Ciel：Arranged - yukihiro：Keyboards, Programming - ken：Keyboards, Programming - 杉山勇司：Keyboards, Programming - 斎藤仁：Manipulate - tetsuya: Backing Vocal - 比留間整：Recorded, Mixed - L'Arc〜en〜Ciel & 岡野ハジメ：Produced wild flower - L'Arc〜en〜Ciel：Arranged - ken：Keyboards, Programming - 斎藤仁：Manipulate - yukihiro：Tambourine - 衛藤利恵: Backing Vocal - 比留間整：Recorded, Mixed - L'Arc〜en〜Ciel & 岡野ハジメ：Produced SHINE - L'Arc〜en〜Ciel & 西平彰：Arranged - tetsuya：Keyboards, Programming, Backing Vocal - 西平彰：Keyboards, Programming - 岡野ハジメ：Keyboards, Programming, Tambourine - 小池敦：Manipulate - 比留間整：Recorded, Mixed - L'Arc〜en〜Ciel & 岡野ハジメ：Produced | NEXUS 4 - L'Arc〜en〜Ciel & 西平彰：Arranged - tetsuya：Keyboards, Programming, Backing Vocal - 西平彰：Keyboards, Programming - 草間敬：Keyboards, Programming - 岡野ハジメ：Keyboards, Programming - 斎藤仁：Manipulate - 小池敦：Manipulate - 比留間整：Recorded, Mixed - L'Arc〜en〜Ciel & 岡野ハジメ：Produced 未来世界 - L'Arc〜en〜Ciel：Arranged - ken：Keyboards, Programming - 斎藤仁：Manipulate - yukihiro：Grancassa - 比留間整：Recorded, Mixed - L'Arc〜en〜Ciel & 岡野ハジメ：Produced [Produce & Mastering etc] - L'Arc〜en〜Ciel & 岡野ハジメ：Produced - Kazutaka Minemori（MASTER TONE）：Guitar and Bass Technician - Yoshiyuki Kawasaki（MOBY DICK）：Drum Technician - 衛藤利恵：Vocal Direction (#1,#2,#6,#8,#11) - Kouhei Nakaya：Assistant Engineer - Yousuke Watanabe：Assistant Engineer - Fumio Hoshino：Assistant Engineer - Shinya Kondo：Assistant Engineer - Keita Joko：Assistant Engineer - Kohei Hatakeyama：Assistant Engineer - Seiji Itabashi：Assistant Engineer - Yuji Tanaka：Assistant Engineer - Yujiro Yonetsu：Assistant Engineer - Ryota Hattanda：Assistant Engineer - 大石征裕：Supervised - Michiyo Kobayashi：Studio Production Manager - Shigeru Imai（MAVERICK）：Studio Production Manager - 衛藤利恵：English Translation - リン・ホブデイ：English Translation - エディ・シュレイヤー（Oasis Mastering, CA）：Mastered [Artwork etc] - 梅田将明（ANSWR）：Art Direcitor - Naoki Terashima：Designer - Yuka Kanematsu（ANSWR）：Designer - Eiji Yoshimura：Designer - 亀井隆司（FEMME）：Photographer - morrymorry：Digital Creator - 高見佳明：Styling for L'Arc〜en〜Ciel - Ko-ta Shouji（brand new fabrique）：Styling for Model - 荒木尚子（Octbre.）：Hair & Make-up for L'Arc〜en〜Ciel - 渡邊幹太郎（Octbre.）：Hair & Make-up for L'Arc〜en〜Ciel - 奥平正芳（CUBE）：Hair & Make-up for Model - Tetsuya Tamanoi：Art Creator - Fumiko Tanaka：Art Creator - Ollie（ZUCCA）：Model - YOSHiKO CREATiON：Accessory Supplier for Model - flake：Accessory Supplier for Model - AWABEES：Prop - Junya Kato（ANSWR）：Art Work Coordination - Yoko Nakajima（Sony Music Communications）：Products Coordination - Yuri Furukawa：A&R - Junichi Maekawa：A&R - Tsutomu Sakamoto（Ki/oon Records Inc.）：A&R - Kenichi Hirose：Ki/oon Records Staff - Masahito Ishikawa：Ki/oon Records Staff - Kaichiro Shirai：Ki/oon Records Staff - Tatsuya Watabe：Ki/oon Records Staff - MAVERICK：Artist Management - Kiyoshi Fukushima：A&R - Nobuyuki Akani：MAVERICK Staff - Koji Nishimura：MAVERICK Staff - Tamaki Hirano：MAVERICK Staff - Ayumi Kawanishi：MAVERICK Staff - Kenji Shigemura：MAVERICK Staff - Minori Ueda：MAVERICK Staff - Aya Shibusawa：MAVERICK Staff - Tsuyoshi Abe：MAVERICK Staff - Nobuyuki Nakanishi：MAVERICK Staff - Yoshinobu Momiyama（VAMPSROSE）：hyde's Management Staff - Misa Hanada（MAVERICK）：ken's Management Staff - Mari Kubo（GRAVIS）：tetsuya's Management Staff - Masumi Shibata（MAVERICK）：yukihiro's Management Staff - Takuya Yamazaki（Field-R）：Legal Representation - 大石征裕（MAVERICK DC GROUP）：Executive Producer - 中山道彦（Ki/oon Records Inc.）：Executive Producer |

## タイアップ
| 年     | 楽曲             | タイアップ                                                                                  | 出典    |
| ------ | ---------------- | ------------------------------------------------------------------------------------------- | ------- |
| 2007年 | SHINE            | NHK-BS2 衛星アニメ劇場『精霊の守り人』オープニングテーマ                                    | [ 108 ] |
| 2008年 | DRINK IT DOWN    | PlayStation 3, Xbox 360, PC用ゲーム『デビルメイクライ4』テーマソング                        | [ 109 ] |
| 2008年 | NEXUS 4          | 富士重工業「スバル・レガシィ」CMソング                                                      | [ 110 ] |
| 2008年 | NEXUS 4          | 江崎グリコ「Mousa」CMソング（中国）                                                         | [ 111 ] |
| 2008年 | SHINE            | 江崎グリコ「Mousa」CMソング（中国）                                                         | [ 111 ] |
| 2010年 | BLESS            | NHKバンクーバーオリンピック・パラリンピックテーマソング                                     | [ 112 ] |
| 2011年 | GOOD LUCK MY WAY | 松竹/アニプレックス配給映画『鋼の錬金術師 嘆きの丘の聖なる星』主題歌                        | [ 113 ] |
| 2011年 | CHASE            | ワーナー・ブラザース映画配給映画『ワイルド7』主題歌                                         | [ 114 ] |
| 2015年 | DRINK IT DOWN    | PlayStation 4, Xbox One, PC用ゲーム『デビルメイクライ4 スペシャルエディション』テーマソング | [ 87 ]  |

## 収録ベストアルバム
- 『QUADRINITY 〜MEMBER'S BEST SELECTIONS〜』 (#7)
- 『WORLD'S BEST SELECTION』 (#1,全英語詞バージョン、#2,全英語詞バージョン、#4,シングルバージョン)